# Giuseppe Mazzini
Giuseppe Mazzini (Genova, 22 giugno 1805 – Pisa, 10 marzo 1872) è stato un patriota, politico, filosofo e giornalista italiano.
Esponente di punta del patriottismo risorgimentale, le sue idee e la sua azione politica contribuirono in maniera decisiva alla formazione dello Stato unitario italiano; le condanne subite in diversi tribunali d'Italia lo costrinsero però alla latitanza fino alla morte poiché egli fu convinto sostenitore dell'istituzione repubblicana contro la monarchia sabauda.
Le teorie mazziniane furono di grande importanza nella definizione dei moderni movimenti europei per l'affermazione della democrazia attraverso la forma repubblicana dello Stato.

## Biografia

### Famiglia e giovinezza
(Giuseppe Mazzini, Agli operai italiani)

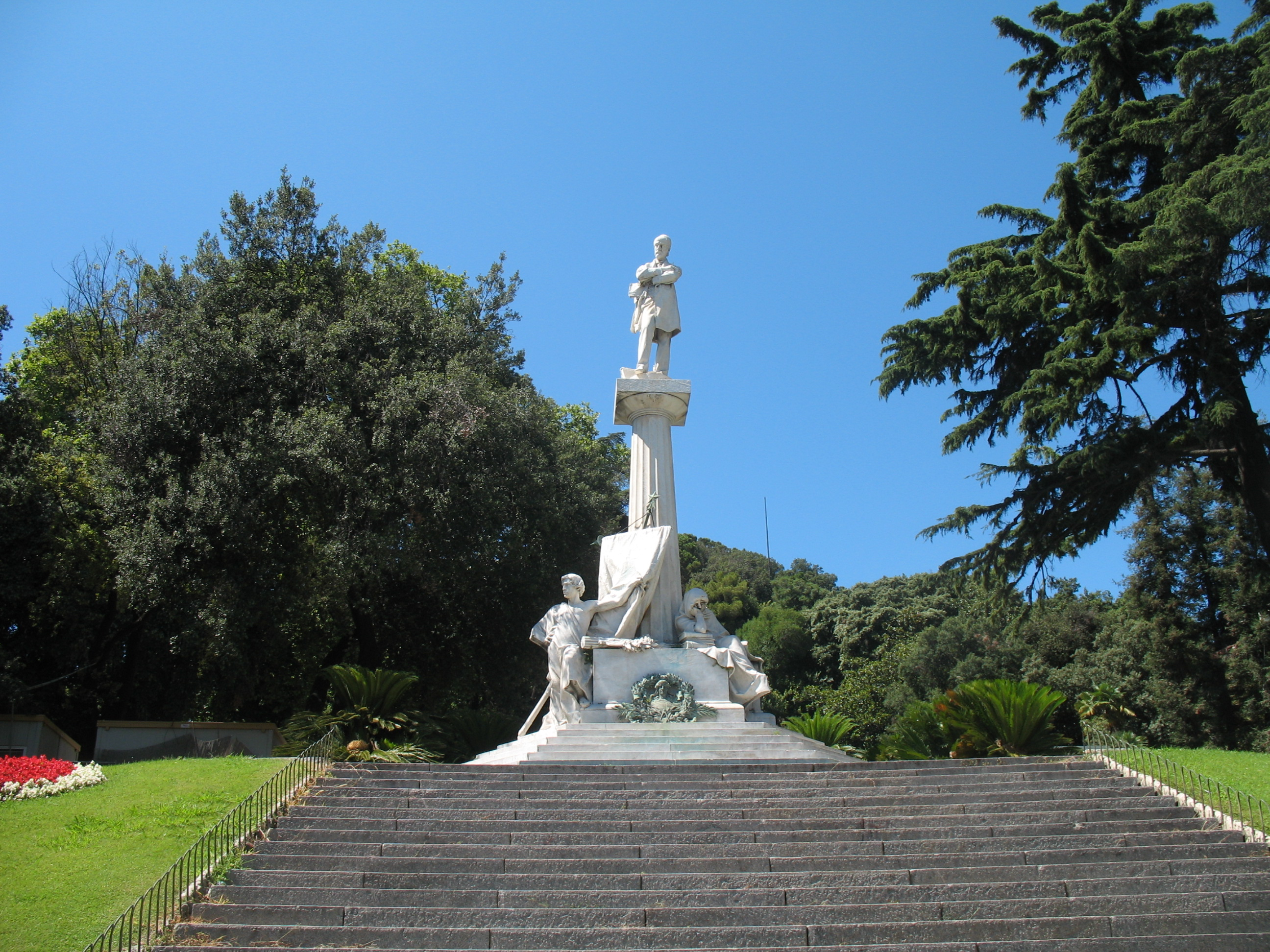
Monumento a Giuseppe Mazzini accanto a Palazzo Doria-Spinola, sede della Prefettura, in piazza Corvetto, a Genova

Mazzini nacque a Genova, allora capoluogo dell'omonimo dipartimento francese costituito il 13 giugno del 1805 da parte del regime francese di Napoleone Bonaparte, il 22 giugno del 1805, terzogenito di quattro figli (tre femmine e un maschio). Il padre, Giacomo Mazzini (1767-1848), fu medico e docente universitario d'anatomia originario di Chiavari, una cittadina del Tigullio (all'epoca capoluogo del dipartimento francese degli Appennini, successivamente parte della provincia di Genova), figura politicamente attiva nella scena pubblica locale, sia durante l'epoca della precedente Repubblica Ligure, sia, in tempi successivi, dell'Impero napoleonico. Alla madre, Maria Drago (1774-1852), una fervente giansenista originaria di Pegli (un comune autonomo, accorpato nel comune di Genova nel 1926), Mazzini fu molto legato per tutta la vita. Affettuosamente chiamato "Pippo" dalla famiglia, una volta terminati gli studi superiori presso il cittadino Liceo classico Cristoforo Colombo, a 18 anni si iscrisse alla facoltà di medicina dell'Università degli Studi di Genova, come voleva suo padre, ma – stando a un racconto della madre – vi rinunciò dopo essere svenuto al primo esperimento di necroscopia.

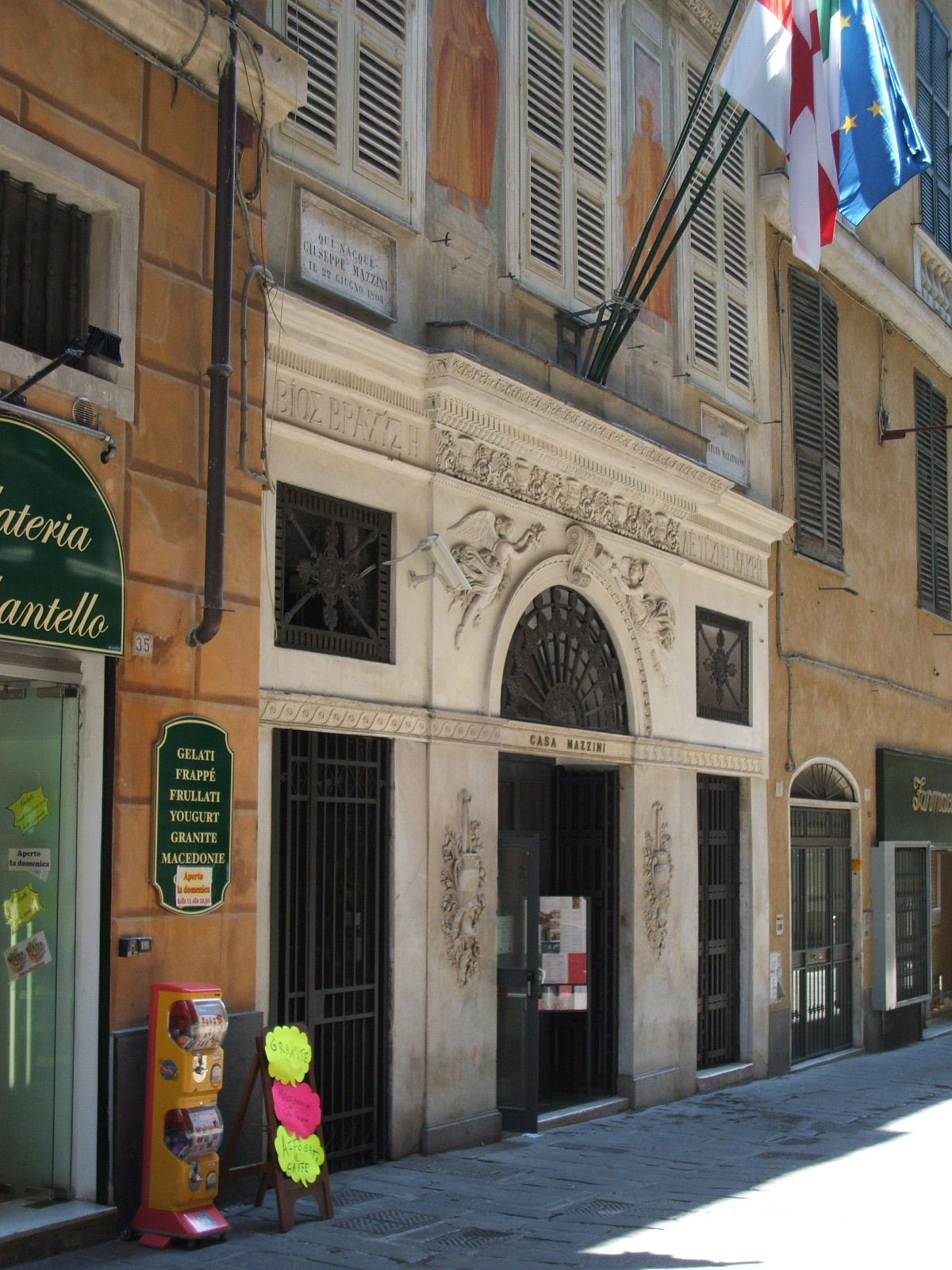
La casa di Giuseppe Mazzini a Genova in cui oggi si trovano l'Istituto Mazziniano e il museo del Risorgimento

Si iscrisse allora a giurisprudenza, dove si segnalò per la sua ribellione ai regolamenti di stampo religioso che imponevano di andare a messa e di confessarsi; a 25 anni fu arrestato perché, proprio in chiesa, si rifiutò di lasciare il posto ai cadetti del Collegio Reale d'Austria. Lo appassionava la letteratura: si innamorò delle letture di Goethe, Shakespeare e Foscolo (pur senza condividerne la filosofia materialista), restando così colpito dalle Ultime lettere di Jacopo Ortis da volersi vestire sempre di nero, in segno di lutto per la patria oppressa.
La passione per la letteratura, insieme a quella per la musica (era un abile suonatore di chitarra), la ebbe per tutta la vita: oltre agli autori citati, lesse Dante, Schiller, Alfieri, i grandi poeti romantici come Lord Byron, Shelley, Keats, Wordsworth, Coleridge e i narratori come Alexandre Dumas padre e le sorelle Brontë.
Cominciò a esercitare la professione nello studio di un avvocato, ma l'attività che più lo impegnava era quella di giornalista presso l'Indicatore genovese, sul quale Mazzini iniziò a pubblicare recensioni di libri patriottici. La censura lasciò fare per un po', ma poi soppresse il giornale. Nel 1826, scrisse il primo saggio letterario, Dell'amor patrio di Dante, pubblicato poi nel 1837. Il 6 aprile del 1827 ottenne la laurea in diritto civile e in diritto canonico (in utroque iure). Nello stesso anno entrò nella Carboneria, della quale divenne segretario a Valtellina.

### Attività cospirativa
(Klemens von Metternich, Memorie ed. Bonacci, 1991)

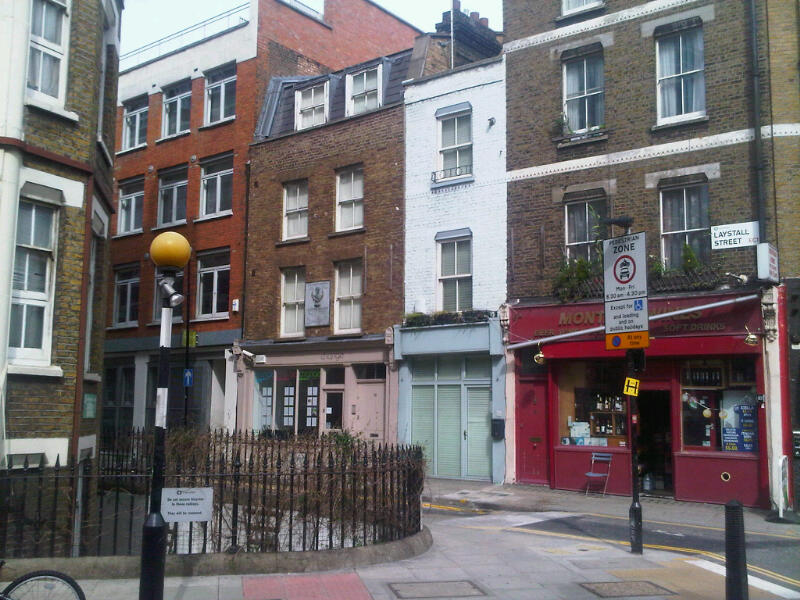
La casa di Mazzini in Laystall Street a Londra, dove abitò per molto tempo

Nel 1821, ebbe il suo trauma rivelatore: al passaggio a Genova dei Federati piemontesi reduci dal loro tentativo di rivolta, nel giovane Mazzini si affacciò per la prima volta il pensiero «che si poteva, e quindi si doveva, lottare per la libertà della Patria». Per la sua attività cospirativa fu arrestato su ordine di Carlo Felice di Savoia e detenuto a Savona nella fortezza del Priamar per un breve periodo, tra il novembre 1830 e il gennaio 1831. Durante la detenzione ideò e formulò il programma di un nuovo movimento politico chiamato Giovine Italia che, dopo essere stato liberato per mancanza di prove, presentò e organizzò nel 1831 a Marsiglia, dove fu costretto a rifugiarsi in esilio.
I motti dell'associazione erano Dio e popolo e Unione, Forza e Libertà e il suo scopo era l'unione degli stati italiani in un'unica repubblica con un governo centrale quale sola condizione possibile per la liberazione del popolo italiano dagli invasori stranieri. Il progetto federalista, infatti, secondo Mazzini, poiché senza unità non c'è forza, avrebbe fatto dell'Italia una nazione debole, naturalmente destinata a essere soggetta ai potenti stati unitari a lei vicini; il federalismo inoltre avrebbe reso inefficace il progetto risorgimentale, facendo rinascere quelle rivalità municipali, ancora vive, che avevano caratterizzato la peggiore storia dell'Italia medioevale.
L'obiettivo repubblicano e unitario avrebbe dovuto essere raggiunto con un'insurrezione popolare condotta attraverso una guerra per bande. Durante l'esilio in Francia, Mazzini ebbe una relazione con la nobildonna mazziniana e repubblicana Giuditta Bellerio Sidoli, vedova di Giovanni Sidoli, giovane e ricco patriota di Montecchio Emilia, che aveva sposato all'età di 16 anni. Giuditta aveva condiviso con il marito la fede politica che, portandolo a cospirare contro la corte estense, aveva costretto la coppia a esiliarsi in Svizzera. Nel 1829, Giovanni, colpito da una grave malattia polmonare, morì a Montpellier.
Poiché la vedova non aveva ricevuto alcuna condanna, ritornò a Reggio Emilia presso la famiglia del marito con i suoi quattro figli, Maria, Elvira, Corinna e Achille. Dopo il fallimento dei moti del 1831 Giuditta dovette fuggire in Francia, dove conobbe Mazzini, cui si legò sentimentalmente. Nel 1832, nacque Joseph Démosthène Adolphe Aristide Bellerio Sidoli detto Adolphe (secondo Bruno Gatta, quasi sicuramente figlio di Mazzini) che, lasciato dalla madre in affidamento, morì a soli tre anni nel 1835.

La sentenza di condanna a morte del 1833

Dopo il vano tentativo del 1831 di portare dalla parte liberale il nuovo re Carlo Alberto di Savoia con la celebre lettera firmata "un italiano", il 26 ottobre 1833, insieme a Pasquale Berghini e Domenico Barberis, Mazzini fu condannato in contumacia a "morte ignominiosa" dal Consiglio Divisionario di Guerra, presieduto dal maggior generale Saluzzo Lamanta. La condanna venne poi revocata nel 1848, quando Carlo Alberto decise di concedere un'amnistia generale.

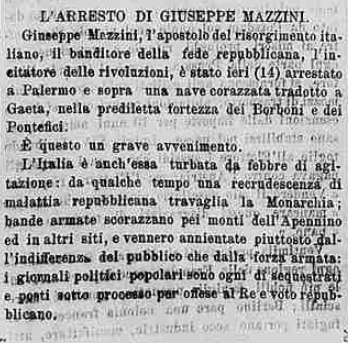
Notizia dell'arresto di Giuseppe Mazzini, Gazzetta piemontese del 16 agosto 1870

Rifugiatosi nel 1834 nella cittadina svizzera di Grenchen, nel canton Soletta, vi rimase sino a quando fu arrestato dalla polizia cantonale, che gli ingiunse di lasciare la Confederazione entro 24 ore. Per impedirne l'allontanamento, l'assemblea dei cittadini di Grenchen conferì al giovane profugo la cittadinanza con 122 voti a favore e 22 contrari, invalidata però dal governo cantonale. Mazzini, nascostosi nel frattempo, fu scoperto e dovette lasciare la Svizzera assieme ad altri esuli, tra i quali Agostino e Giovanni Ruffini. Dai racconti dei cittadini sembra emergere che per nascondere Mazzini sia stato fondamentale l’aiuto della nobildonna Margherita Lucci de Lorenzi, al tempo amante di Garibaldi e che l’anno prima aveva permesso l’incontro tra i due.
Nel 1837, cominciò il lungo soggiorno a Londra (che, con alcune interruzioni, come nel 1849, durò fino al 1868), dove Mazzini raccolse attorno a sé esuli italiani e persone favorevoli al repubblicanesimo in Italia, dedicandosi, per vivere, all'attività di insegnante dei figli degli italiani; qui conobbe e frequentò anche diverse personalità inglesi, tra cui Mary Shelley (vedova del poeta P.B. Shelley), Anne Isabella Milbanke (vedova di Lord Byron, idolo di gioventù di Mazzini), il filosofo ed economista John Stuart Mill, Thomas Carlyle e sua moglie Jane Welsh, lo scrittore Charles Dickens, che finanziò la sua scuola. Il poeta decadente Algernon Swinburne gli dedicò Ode a Mazzini. Strinse inoltre amicizia col tenore Mario (giovanni De Candia) e con la sua compagna, il soprano Giulia Grisi, nonché con altre celebrità dell'Opera italiana, che organizzarono concerti per finanziare la sua causa
. Nello stesso quartiere di Mazzini visse anche Karl Marx.

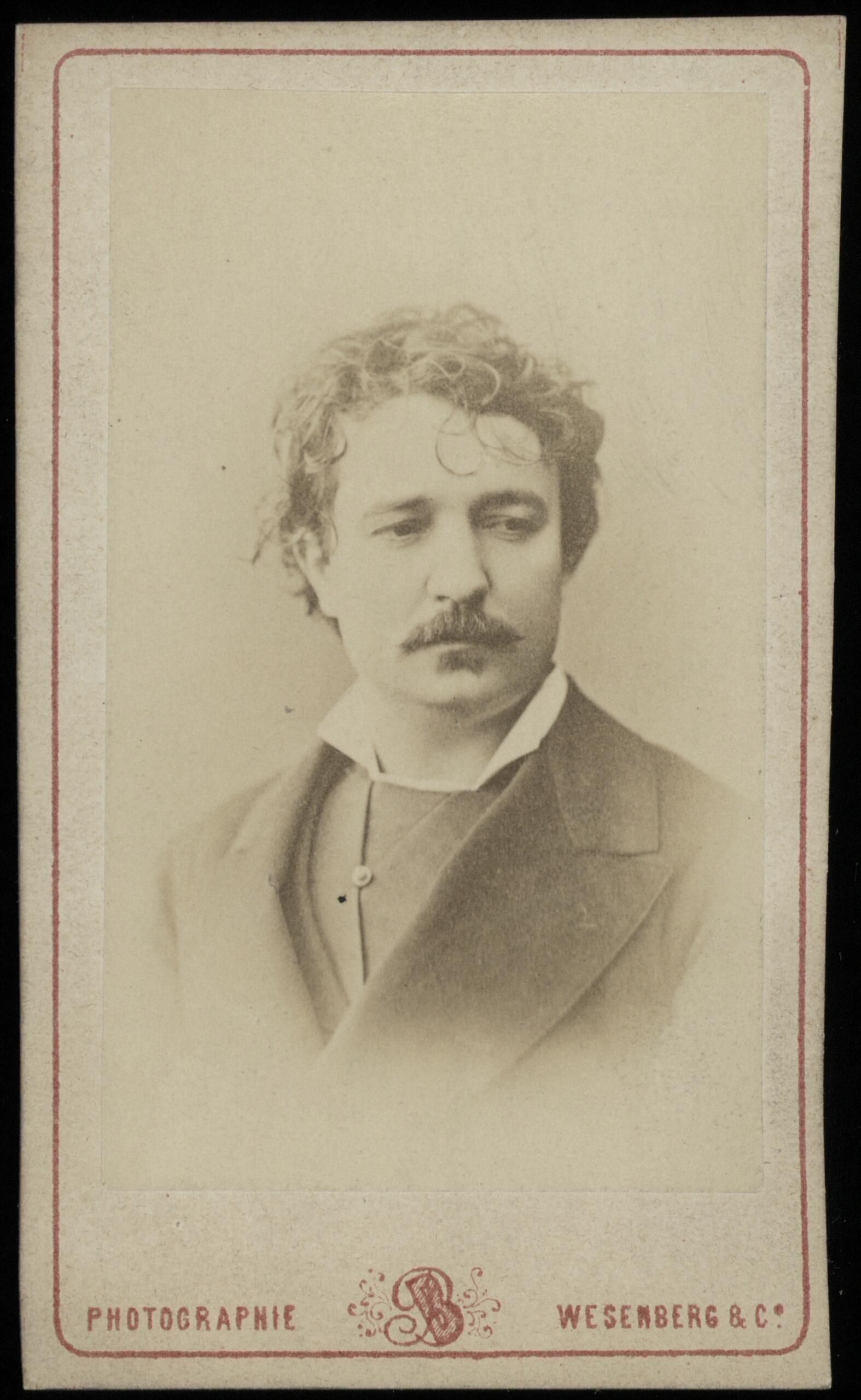
Mazzini, c.1840

Durante il soggiorno londinese Mazzini ebbe una lunga relazione di amicizia con la famiglia Crauford, documentata da copiosa corrispondenza epistolare dal 1850 al 1872. Sempre a Londra ebbe rapporti con la famiglia di William Henry Ashurst e con il genero di questi, il politico britannico James Stansfeld, la cui consorte Caroline Ashurst Stansfeld era sostenitrice della "Society of the Friends of Italy". Per la causa dell'unificazione italiana Mazzini collaborò anche con il secolarista George Holyoake.
Fondò poi altri movimenti politici per la liberazione e l'unificazione di vari stati europei: la Giovine Germania, la Giovine Polonia e, infine, la Giovine Europa. Quest'ultima, fondata nell'aprile 1834 a Berna in accordo con altri rivoluzionari stranieri, aveva tra i suoi principi ispiratori la costituzione degli Stati Uniti d'Europa. In questa occasione Mazzini estese dunque il desiderio di libertà del popolo italiano (che si sarebbe attuato con la repubblica) a tutte le nazioni europee. L'associazione rivoluzionaria europea aveva come scopo specifico l'agire dal basso in modo comune e, usando strumenti insurrezionali e democratici, realizzare nei singoli stati una coscienza nazionale e rivoluzionaria. Sulla scia della Giovine Europa Mazzini nel 1866 fondò anche l'Alleanza Repubblicana Universale.
Il movimento della Giovine Europa ebbe anche un forte ruolo di promozione dei diritti della donna, come testimonia l'opera di numerose mazziniane, tra cui la citata Bellerio Sidoli, ma anche Cristina Trivulzio di Belgiojoso e Giorgina Saffi, moglie di Aurelio Saffi, uno dei più stretti collaboratori di Mazzini e suo erede per quanto riguarda il mazzinianesimo politico. Mazzini continuò a perseguire il suo obiettivo dall'esilio e tra le avversità con inflessibile costanza, convinto che questo fosse il destino dell'Italia e che nessuno avrebbe potuto cambiarlo. Tuttavia, nonostante la sua perseveranza, l'importanza delle sue azioni fu più ideologica che pratica. Una delle sue più tenaci e abili collaboratrici fu Jessie M. White, tanto che lui la soprannominò "Hurricane Jessie" o, all'italiana, "Miss Uragano". Lei lo aveva conosciuto a Londra nel 1856 e per lui aveva scritto articoli, compiuto conferenze e organizzato raccolte fondi. Inoltre nel 1857 per lui viaggiò a Genova (ove conobbe il futuro marito Alberto Mario, il principale patriota polesano, e con lui partecipò al moto che avrebbe dovuto sostenere la fallita insurrezione di Sapri) e poi, con il marito, in Scozia e negli Stati Uniti (1858-1859).
Dopo il fallimento dei moti del 1848, durante i quali Mazzini era stato a capo della breve Repubblica Romana insieme ad Aurelio Saffi e Carlo Armellini, i nazionalisti italiani cominciarono a vedere nel re del Regno di Sardegna e nel suo primo ministro Camillo Benso conte di Cavour le guide del movimento di riunificazione. Ciò volle dire separare l'unificazione dell'Italia dalla riforma sociale e politica invocata da Mazzini. Cavour fu abile nello stringere un'alleanza con la Francia e nel condurre una serie di guerre che portarono alla nascita dello stato italiano tra il 1859 e il 1861, ma la natura politica della nuova compagine statale era ben lontana dalla repubblica mazziniana.
A Londra, nel 1850, per reagire alla caduta della Repubblica Romana e in continuità con essa, Mazzini fondò il Comitato Centrale Democratico Europeo e il Comitato Nazionale Italiano, lanciando il Prestito Nazionale Italiano, le cui cartelle portavano appunto lo stemma della Repubblica Romana del 1849 e l'intitolazione del prestito «diretto unicamente ad affrettare l'indipendenza e l'unità d'Italia». A garanzia del prestito le cartelle recavano la firma degli ex triumviri Mazzini, Saffi e, in assenza dell'irreperibile Armellini, Mattia Montecchi. La diffusione delle cartelle nel Lombardo-Veneto ebbe come immediata conseguenza la ripresa dell'attività cospirativa e rivoluzionaria, soprattutto a Mantova.

### Dopo l'Unità e ultimi anni
Nell'autunno del 1861, già fisicamente assai debole, ricevette la visita di Jessie White e del marito Alberto Mario, che si prese cura di lui.
Il 25 febbraio 1866 Messina fu chiamata al voto per eleggere i suoi deputati al nuovo parlamento di Firenze. Mazzini era candidato nel secondo collegio, ma non poté fare campagna elettorale perché esule a Londra. Pendevano sul suo capo due condanne a morte: una inflitta dal tribunale di Genova per i moti del 1857 (il 19 novembre 1857, in primo grado, il 20 marzo 1858 in appello); un'analoga condanna a morte era stata inflitta dal tribunale di Parigi per complicità nell'attentato di Felice Orsini contro Napoleone III. Inaspettatamente, Mazzini vinse con larga messe di voti (446). Il 24 marzo, dopo due giorni di discussione, la Camera annullava l'elezione in virtù delle condanne precedenti.
Due mesi dopo gli elettori del secondo collegio di Messina tornarono alle urne: vinse di nuovo Mazzini. La Camera, dopo una nuova discussione, il 18 giugno riannullò l'elezione. Il 18 novembre Mazzini viene rieletto una terza volta; dalla Camera, questa volta, arrivò la convalida. Mazzini, tuttavia, anche nel caso fosse giunta un'amnistia o una grazia, decise di rifiutare la carica per non dover giurare fedeltà allo Statuto Albertino, la costituzione dei monarchi sabaudi. Egli infatti non accettò mai la monarchia e continuò a lottare per gli ideali repubblicani.
Nel 1868 lasciò Londra e si stabilì in Svizzera, a Lugano. Due anni dopo furono amnistiate le due condanne a morte inflitte al tempo del Regno di Sardegna: Mazzini quindi poté rientrare in Italia e, una volta tornato, si dedicò subito all'organizzazione di moti popolari in appoggio alla conquista dello Stato Pontificio. L'11 agosto partì in nave per la Sicilia, ma il 14, all'arrivo nel porto di Palermo, fu tratto in arresto (per la quarta volta nella sua vita) e recluso nel carcere militare di Gaeta.
Nel febbraio 1871, partito da Basilea e in viaggio per il passo del San Gottardo, conobbe in una carrozza Friedrich Nietzsche, allora poco conosciuto filologo e docente. Questo incontro sarà testimoniato dallo stesso Nietzsche anni dopo.

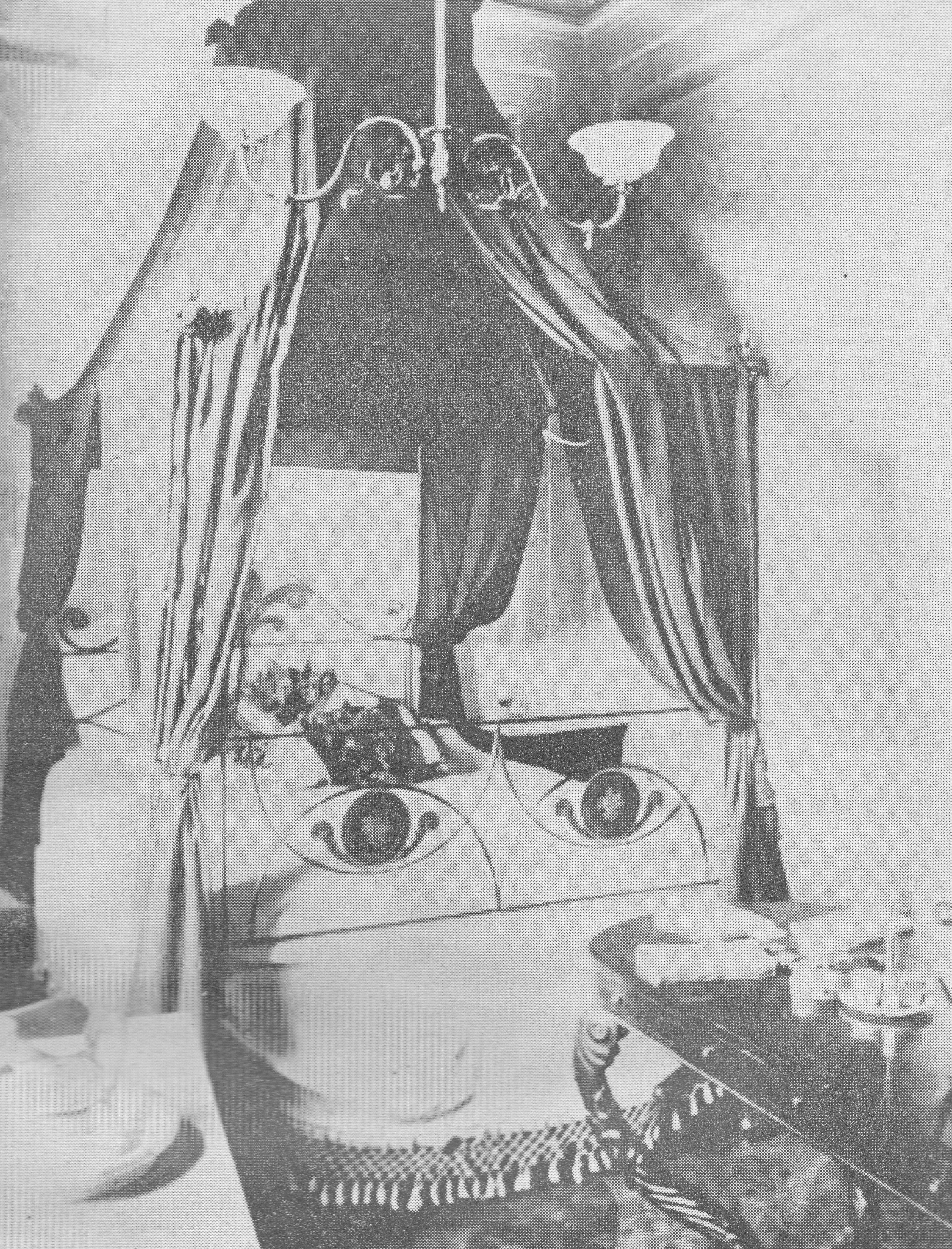
Il letto di morte di Mazzini, distrutto dagli aerei degli Stati Uniti durante il bombardamento di Pisa del 1943

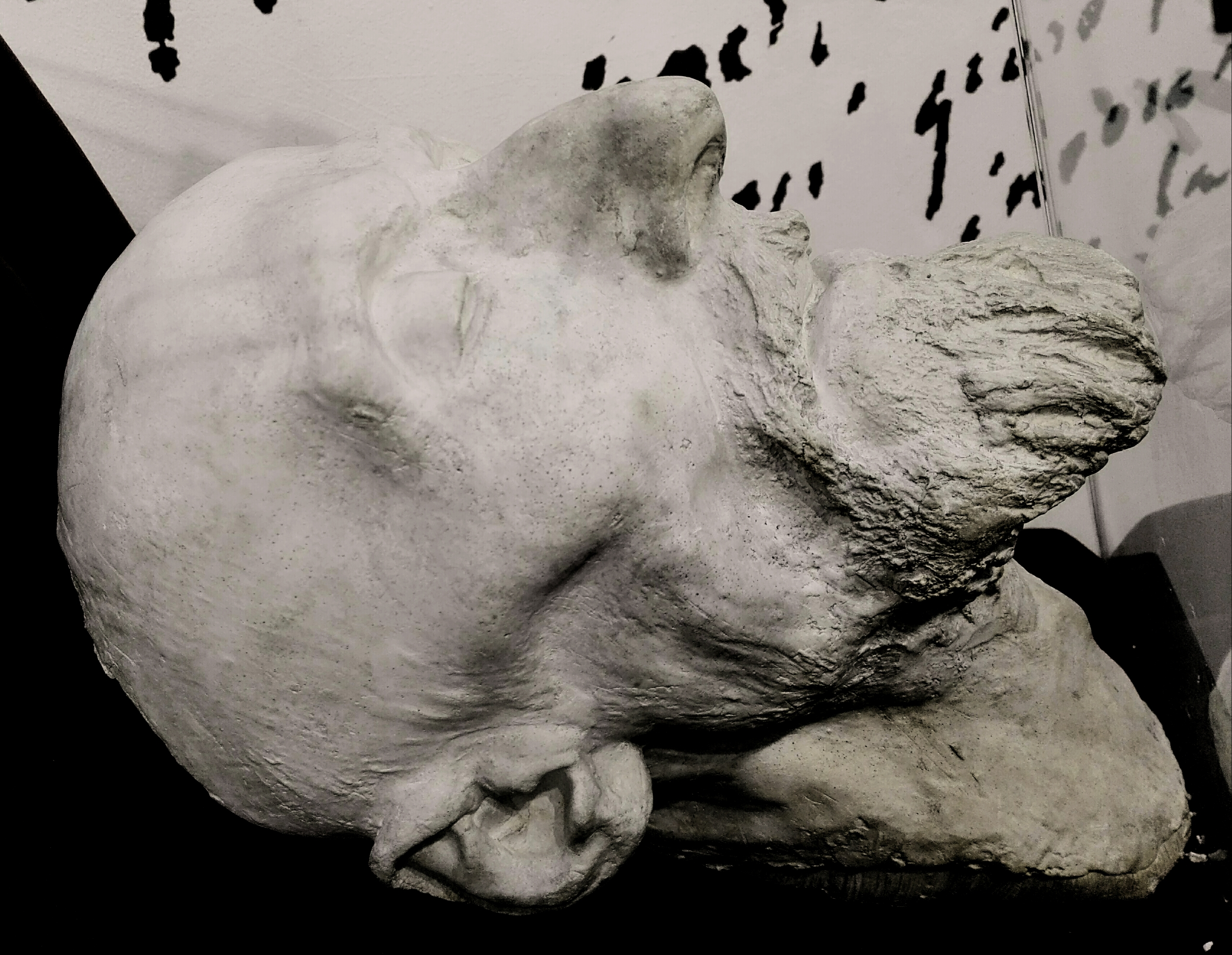
La maschera mortuaria in gesso di Mazzini, Domus Mazziniana, Pisa

Costretto di nuovo all'esilio, riuscì a rientrare in Italia sotto il falso nome di Giorgio Brown (forse un riferimento a John Brown) a Pisa, il 7 febbraio del 1872. Qui, malato già da tempo, visse nascosto ospite nella casa di Pellegrino Rosselli, antenato dei fratelli Rosselli, insieme a Sara Nathan, moglie di Ernesto Nathan di cui Rosselli era zio, fino al giorno della sua morte per pleuro-polmonite, avvenuta il 10 marzo dello stesso anno, quando la polizia stava ormai per arrestarlo nuovamente.

#### Traversie della salma

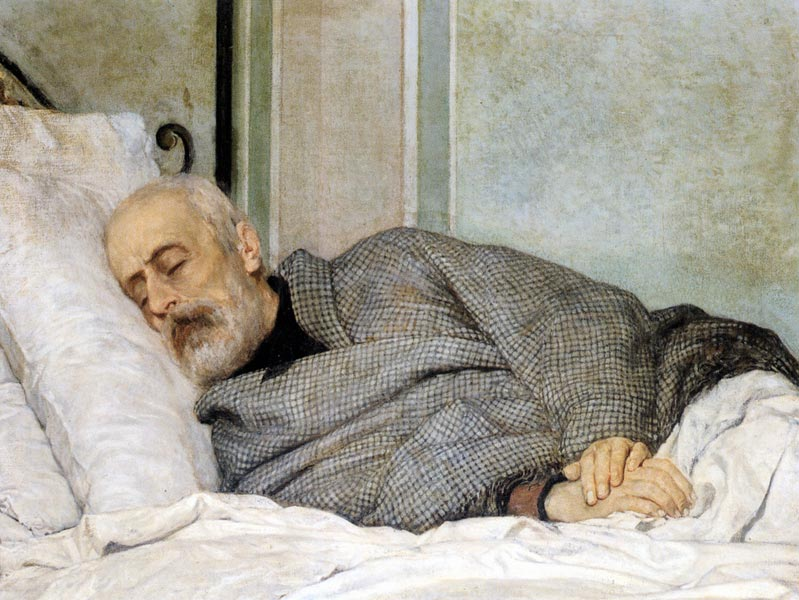
Silvestro Lega, Mazzini morente

La notizia della sua morte si diffuse rapidamente, commuovendo l'Italia; il suo corpo fu imbalsamato dallo scienziato Paolo Gorini, appositamente fatto accorrere da Lodi su incarico di Agostino Bertani: Gorini disinfettò la salma per permetterne l'esposizione. Una folla immensa partecipò ai funerali, svoltisi nella città toscana il pomeriggio del 14 marzo, accompagnando il feretro al treno in partenza per Genova, dove venne sepolto al cimitero monumentale di Staglieno.
Le esequie furono accompagnate dalla musica della storica Filarmonica Sestrese C. Corradi G. Secondo. Successivamente Gorini ricominciò a lavorare sul corpo di Mazzini, onde pietrificarlo secondo la sua tecnica di mummificazione; terminò il lavoro l'anno dopo, senza tuttavia ottenere il risultato sperato, non avendo potuto utilizzare lo speciale procedimento da lui inventato, ma consentendo la conservazione. Nel 1946 avvenne la ricognizione della mummia, che fu sistemata ed esposta brevemente al pubblico in occasione della nascita della Repubblica Italiana; da allora riposa nuovamente nel sarcofago del mausoleo.

#### Mausoleo
Benché sia incerta l'affiliazione di Mazzini alla Massoneria, fu l'associazione stessa a commissionare il mausoleo all'architetto mazziniano Gaetano Vittorino Grasso, che lo realizzò in stile neoclassico, adornandolo con alcuni simboli massonici.
Il sepolcro reca all'esterno la scritta "Giuseppe Mazzini"; all'interno sono presenti numerose bandiere tricolori repubblicane e iscrizioni lasciate da gruppi mazziniani o da personalità come Carducci. Sulla lapide è scolpita la scritta "Giuseppe Mazzini. Un Italiano", che era la firma da lui apposta nella lettera a Carlo Alberto, e l'epitaffio: 

#### Affiliazione massonica
La principale obbedienza italiana, l'unica attiva all'epoca del Mazzini in Italia, il Grande Oriente d'Italia, indica l'appartenenza di Giuseppe Mazzini all'Ordine Massonico.
La Massoneria ebbe un'incisiva penetrazione ed influenza nella società italiana, e Mazzini se ne avvalse per avere conoscenze ed appoggi politici per la "sua" "società segreta": la Giovine Italia.
Indro Montanelli affermò che Giuseppe Mazzini fu un massone. Dello stesso parere è Massimo Della Campa, che in una "Nota su Mazzini" fa riferimento al libro dell'ex-Gran Maestro del grande Oriente d'Italia Giordano Gamberini, Mille volti di massoni (Ed. Erasmo, Roma, 1976), che a p. 119 scrive a proposito di Mazzini: 
Mazzini ebbe sempre a smentire la sua partecipazione all'associazione segreta massonica; in una lettera del 12 giugno 1867 indirizzata al massone Federico Campanella, Sovrano Gran Commendatore del Supremo Consiglio del rito scozzese antico ed accettato di Palermo, egli indicò la restituzione delle carte che questi gli aveva fatto recapitare, e scrisse:
Giuseppe Mazzini fu comunque, ed innegabilmente, un carbonaro, e la Carboneria fu sempre ben distinta dalla Massoneria.

## Pensiero politico
(Giuseppe Mazzini, Ai giovani d'Italia)
Per comprendere a pieno la dottrina politica di Mazzini bisogna rifarsi al pensiero religioso che ispira il periodo della Restaurazione seguito alla caduta dell'impero napoleonico.

### Idee diffuse in Europa all'epoca di Mazzini

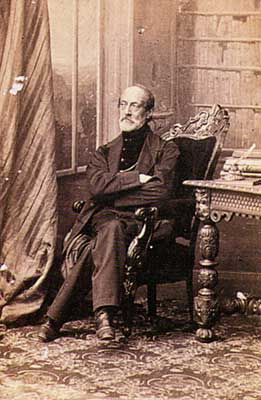
Foto di Giuseppe Mazzini dal Fondo Comandini, Biblioteca Malatestiana

Nasceva allora una nuova concezione della storia che smentiva quella degli illuministi basata sulla capacità degli uomini di costruire e guidare la storia con la ragione. Le vicende della Rivoluzione francese e il periodo napoleonico avevano dimostrato che gli uomini si propongono di perseguire alti e nobili fini che s'infrangono dinanzi alla realtà storica. Il secolo dei lumi era infatti tramontato nelle stragi del Terrore e il sogno di libertà nella tirannide napoleonica che, mirando alla realizzazione di un'Europa al di sopra delle singole nazioni, aveva determinato invece la ribellione dei singoli popoli proprio in nome del loro sentimento di nazionalità.
Secondo questa visione romantica dunque la storia non è guidata dagli uomini ma è Dio che agisce nella storia; esisterebbe dunque una Provvidenza divina che s'incarica di perseguire fini al di là di quelli che gli uomini si propongono di conseguire con la loro meschina ragione. Da questa concezione romantica della storia, intesa come opera della volontà divina si promanano due visioni contrapposte: una è la prospettiva tendenzialmente reazionaria che vede nell'intervento di Dio nella storia una sorta di avvento di un'apocalisse che metta fine alla storia degli uomini.

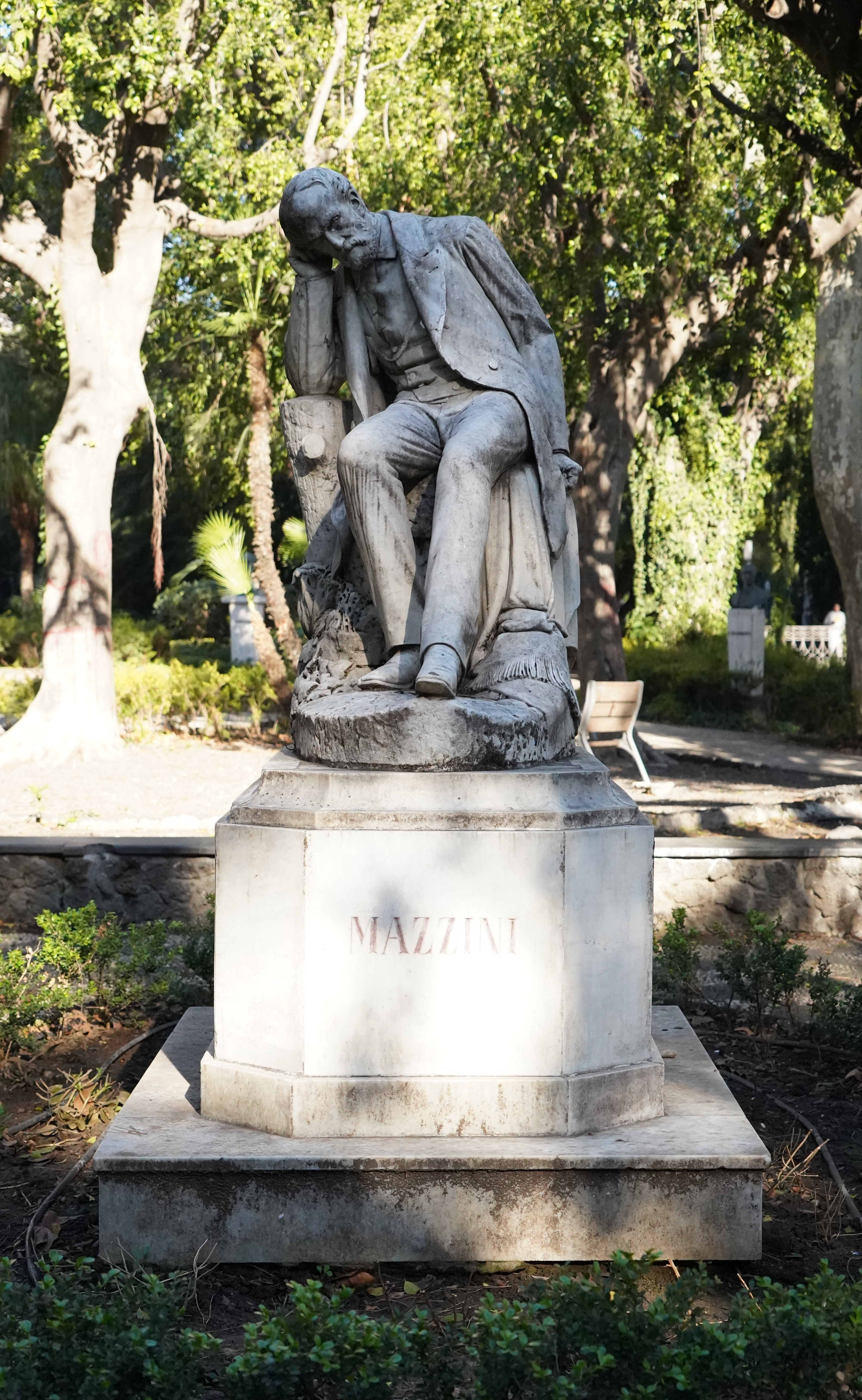
Statua di Mazzini al Giardino Bellini di Catania.

Napoleone I è stato, con le sue continue guerre, l'Anticristo di questa apocalisse: Dio segnerà la fine della storia malvagia e falsamente progressiva e allora agli uomini non rimarrà che volgersi al passato per preservare e conservare quanto di buono era stato realizzato. Si cercherà dunque in ogni modo di cancellare tutto ciò che è accaduto dalla Rivoluzione a Napoleone restaurando il passato.
La concezione reazionaria contro cui Mazzini combatté strenuamente assume un aspetto politico-religioso che troviamo nel pensiero di François-René de Chateaubriand che nel Génie du christianisme (Genio del Cristianesimo) attaccava le dottrine illuministiche prendendo le difese del cristianesimo e soprattutto nell'ideologia mistica teocratica di Joseph de Maistre, che arriva nell'opera Du pape (Il papa) (1819) al punto di auspicare un ritorno dell'alleanza tra il trono e l'altare riproponendo il modello delle comunità medioevali protette dalla religione tradizionale contro le insidie del liberalismo e del razionalismo.
Un'altra prospettiva, che nasce paradossalmente dalla stessa concezione della storia guidata dalla divinità, è quella che potremmo definire liberale che vede nell'azione divina una volontà diretta, nonostante tutto, al bene degli uomini escludendo che nei tempi nuovi ci sia una sorta di vendetta di Dio che voglia far espiare agli uomini la loro presunzione di creatori di storia. È questa una visione provvidenziale, dinamica della storia che troviamo in Saint Simon con la concezione di un nuovo cristianesimo per una nuova società o in Lamennais che vede nel cattolicesimo una forza rigeneratrice della vita sociale. Una concezione progressiva quindi che è presente in Italia nell'opera letteraria di Alessandro Manzoni e nel pensiero politico di Gioberti con il progetto neoguelfo e nell'ideologia mazziniana.

### Concezione mazziniana
(G. Mazzini, Istruzione generale per gli affratellati nella Giovine Italia)

#### Dio e popolo

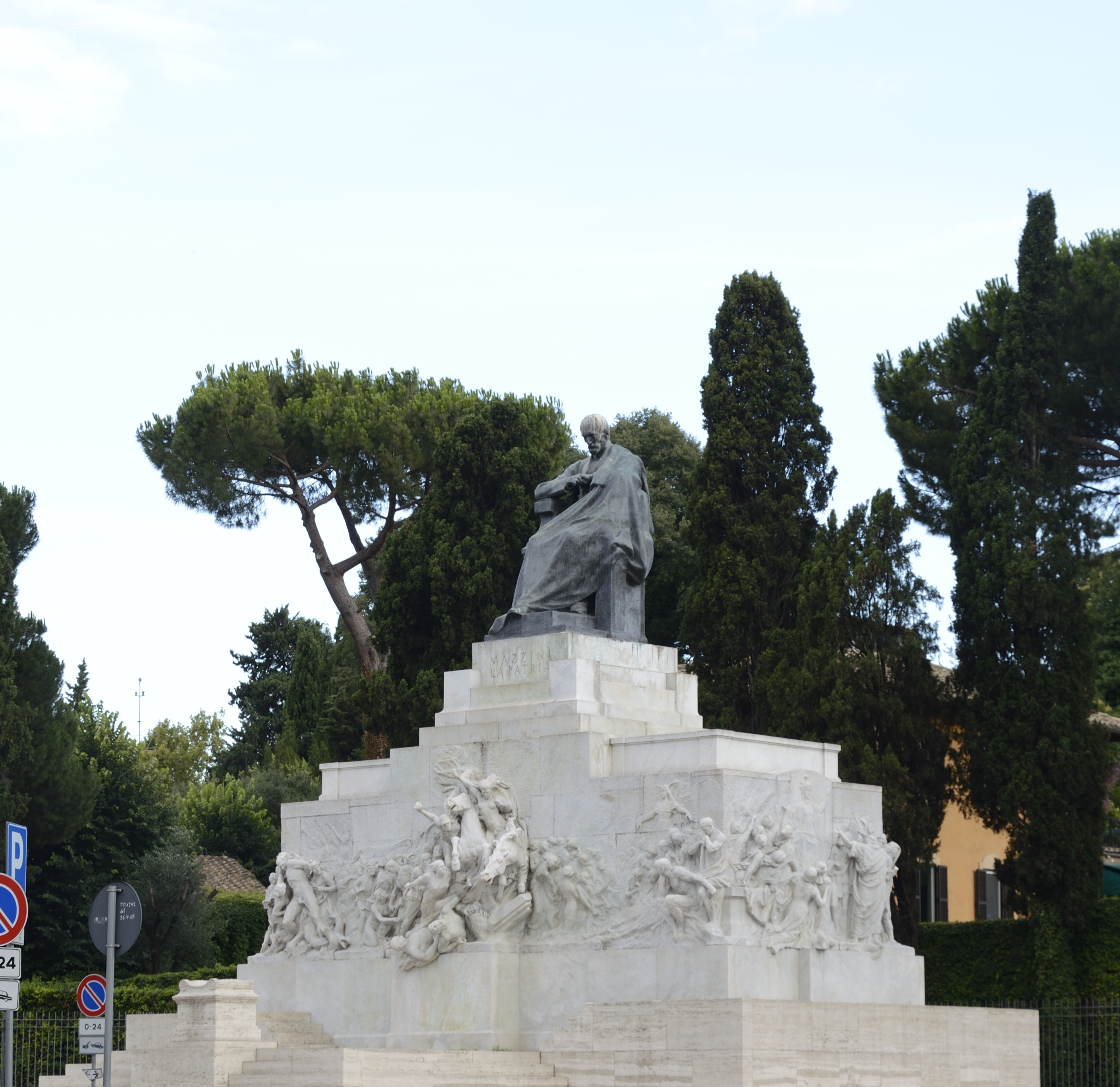
Monumento a Giuseppe Mazzini sull'Aventino a Roma

Il pensiero politico mazziniano deve dunque essere collocato in questa temperie di romanticismo politico-religioso che dominò in Europa dopo la rivoluzione del 1830 ma che era già presente nei contrasti al Congresso di Vienna tra gli ideologi che proponevano un puro e semplice ritorno al passato prerivoluzionario e i cosiddetti politici che pensavano che bisognasse operare un compromesso con l'età trascorsa.
Alcuni storici hanno fatto risalire la concezione religiosa di Mazzini all'educazione ricevuta dalla madre fervente giansenista (almeno fino agli anni '40 fa spesso riferimenti biblici ed evangelici) o a una vicinanza ideale col protestantesimo e le chiese riformate ma, secondo altri, la visione religiosa di Mazzini non coinciderebbe con quella di nessuna religione rivelata.
Il personale concetto mazziniano di Dio, che per alcuni tratti è avvicinabile al deismo settecentesco, con evidenti influssi della religiosità civica e preromantica di Rousseau, per altri versi al Dio panteistico degli stoici, è alla base di una religiosità che tuttavia esige la laicità dello Stato (questo nonostante la dichiarata contraddizione poiché se, come egli crede, politica e religione coincidono, non avrebbe senso separare la sua concezione teologica da quella politica), intesa come separazione tra Stato e Chiesa cattolica, e l'assenza di intermediari tra Dio e il popolo: per ciò e per il ruolo avuto nella storia umana e italiana, Mazzini definì il Papato "la base d'ogni autorità tirannica".
Un altro influsso sulla concezione religiosa mazziniana è stato visto nella considerazione che egli ebbe per la religione civile di ispirazione romana e per l'ammirazione verso la "Prima Roma", antica e pagana, che passando per la Seconda (cristiana e medievale), avrebbe preparato il campo alla Terza Roma futura; un mito questo, romantico-neoclassico, che sarà fatto proprio da Carducci e poi dal fascismo, con il filosofo Berto Ricci (1905-1941), e dalla massoneria con l'esoterista Arturo Reghini (1878-1946) e avvicina il mazzinianesimo anche al culto massonico del Grande Architetto dell'Universo e al culto dell'Essere Supremo praticato nella Francia rivoluzionaria del 1794 (l'espressione "doveri dell'uomo", titolo della celebre opera mazziniana del 1860, compare ufficialmente nella legge istitutiva del culto di ispirazione rousseauiana, votata durante la Rivoluzione francese per volontà di Robespierre nel maggio 1794: «il solo culto che si conviene all'Essere Supremo è la pratica dei doveri dell'uomo») e da alcuni giacobini italiani del 1796-99.
In realtà Mazzini rifiuta non solo l'ateismo (è questa una delle divisioni ideologico-teoriche che egli ebbe con altri repubblicani come Pisacane) e il materialismo («...L'ateismo, il materialismo non hanno, sopprimendo Dio, una legge morale superiore per tutti e sorgente del Dovere per tutti...»), ma anche il trascendente, in favore dell'immanente: egli crede nella reincarnazione per poter migliorare di continuo il mondo e migliorare sé stessi. Una concezione questa tratta probabilmente da Platone o dalle religioni orientali come l'induismo e il buddismo, religioni alle quali Mazzini si era interessato.

#### Giuseppe Mazzini e Gioacchino da Fiore
Come altri patrioti, letterati rivoluzionari delle società segrete francesi, inglesi e italiane Mazzini vide nell'abate calabrese Gioacchino da Fiore (circa 1130-1202), l'autore di una profezia riguardante l'avvento della Terza Età o Età dello Spirito Santo quando sarebbe sorta la Terza Italia che sarebbe rinata, libera dalle dominazioni straniere, come la nazione che avrebbe esercitato un primato sulle altre per la presenza della Chiesa cattolica: tema questo poi ripreso da Vincenzo Gioberti nel suo Primato morale e civile degli Italiani.
Mazzini ebbe grande interesse per Gioacchino tanto da volergli dedicare un trattato rimasto inedito Joachino, appunti per uno studio storico sull'abate Gioacchino, che considerava un suo precursore per gli ideali sociali e politici da realizzare tramite un'unità spirituale e storica.

#### Religione civile
La sua è stata anche definita una religione civile dove la politica svolgeva il ruolo della fede e dove la divinità si incarna in modo panteista nell'Universo e nell'Umanità stessa, che attua la Legge che nel Progresso si rivela. Egli afferma di credere «che Dio è Dio, e l'Umanità è il suo Profeta», che «il Popolo» è «immagine di Dio sulla terra» e vi è «un Dio solo, autore di quanto esiste, Pensiero vivente, assoluto, del quale il nostro mondo è raggio e l'Universo una incarnazione». Per lui non conta che la sua intima credenza sia razionale o no, come il Dio di Voltaire e Newton che è invocato come la causa prima dell'ordine naturale, poiché «Dio esiste. Noi non dobbiamo né vogliamo provarvelo: tentarlo, ci sembrerebbe bestemmia, come negarlo, follia. Dio esiste, perché noi esistiamo» anche se, specifica, «l'universo lo manifesta con l'ordine, con l'armonia, con l'intelligenza dei suoi moti e delle sue leggi».
Mazzini era altresì convinto che fosse ormai presente nella storia un nuovo ordinamento divino nel quale la lotta per raggiungere l'unità nazionale assumeva un significato provvidenziale. «Operare nel mondo significava per il Mazzini collaborare all'azione che Dio svolgeva, riconoscere ed accettare la missione che uomini e popoli ricevono da Dio». Per questo bisogna «mettere al centro della propria vita il dovere, senza speranza di premio, senza calcoli di utilità». Quello di Mazzini era un progetto politico, ma mosso da un imperativo religioso che nessuna sconfitta, nessuna avversità avrebbe potuto indebolire. «Raggiunta questa tensione di fede, l'ordine logico e comune degli avvenimenti veniva capovolto; la disfatta non provocava l'abbattimento, il successo degli avversari non si consolidava in ordine stabile.».
La storia dell'umanità dunque sarebbe una progressiva rivelazione della Provvidenza divina che, di tappa in tappa, si dirige verso la meta predisposta da Dio.
Esaurito il compito del Cristianesimo, chiusasi l'era della Rivoluzione francese ora occorreva che i popoli prendessero l'iniziativa per «procedere concordi verso la meta fissata al progresso umano». Ogni singolo individuo, come la collettività, tutti devono attuare la missione che Dio ha loro affidato e che attraverso la formazione ed educazione del popolo stesso, reso consapevole della sua missione, si realizzerà attraverso due fasi: Patria e Umanità.

#### Patria e umanità

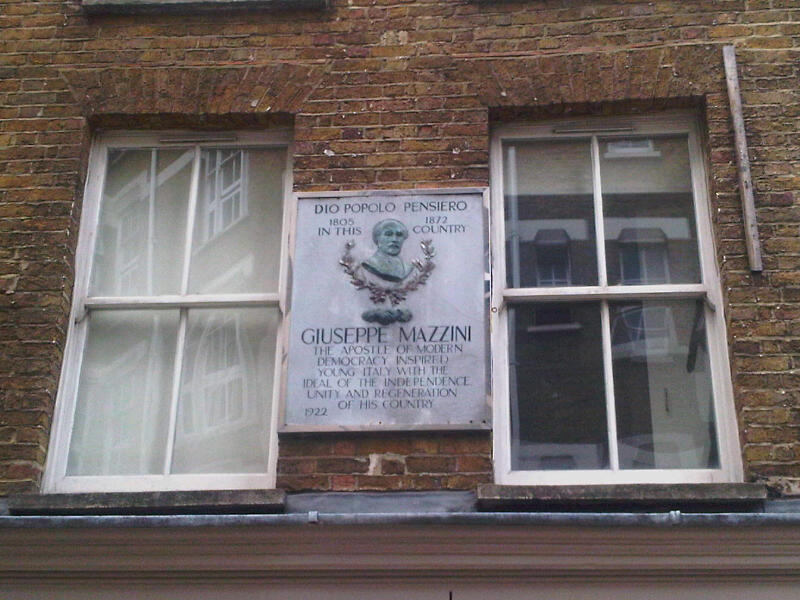
Targa in onore di Mazzini sulla casa londinese

Senza una patria libera nessun popolo può realizzarsi né compiere la missione che Dio gli ha affidato; il secondo obiettivo sarà l'Umanità che si realizzerà nell'associazione dei liberi popoli sulla base della comune civiltà europea attraverso quello che Mazzini chiama il banchetto delle Nazioni sorelle. Un obiettivo dunque ben diverso da quella confederazione europea immaginata da Napoleone dove la Francia avrebbe esercitato il suo primato egemonico di Grande Nation.
La futura unità europea non si realizzerà attraverso una gara di nazionalismi ma attraverso una nobile emulazione dei liberi popoli per costruire una nuova libertà. Il processo di costruzione europea, secondo Mazzini, doveva svolgersi prima di tutto attraverso l'affermazione delle nazionalità oppresse, come quelle facenti parte dell'Impero asburgico, e poi anche di quelle che non avevano ancora raggiunto la loro unità nazionale.

#### Iniziativa italiana
In questo processo unitario europeo spetta all'Italia un'alta missione: quella di riaprire, conquistando la sua libertà, la via al processo evolutivo dell'Umanità: la redenzione nazionale italiana apparirà improvvisa come una creazione divina al di fuori di ogni inutile e inefficace metodo graduale politico diplomatico di tipo cavouriano. L'iniziativa italiana che avverrà sulla base della fraternità tra i popoli e non rivendicando alcuna egemonia, come aveva fatto la Francia, consisterà quindi nel dare l'esempio per una lotta che porterà alla sconfitta delle due colonne portanti della reazione, di quella politica dell'Impero Asburgico e di quella spirituale della Chiesa cattolica. Raggiunti gli obiettivi primari dell'unità e della Repubblica attraverso l'educazione e l'insurrezione del popolo, espressi dalla formula di Pensiero ed azione, l'Italia darà quindi il via a questo processo di unificazione sempre più vasta per la creazione di una terza civiltà formata dall'associazione di liberi popoli.

### Funzione della politica

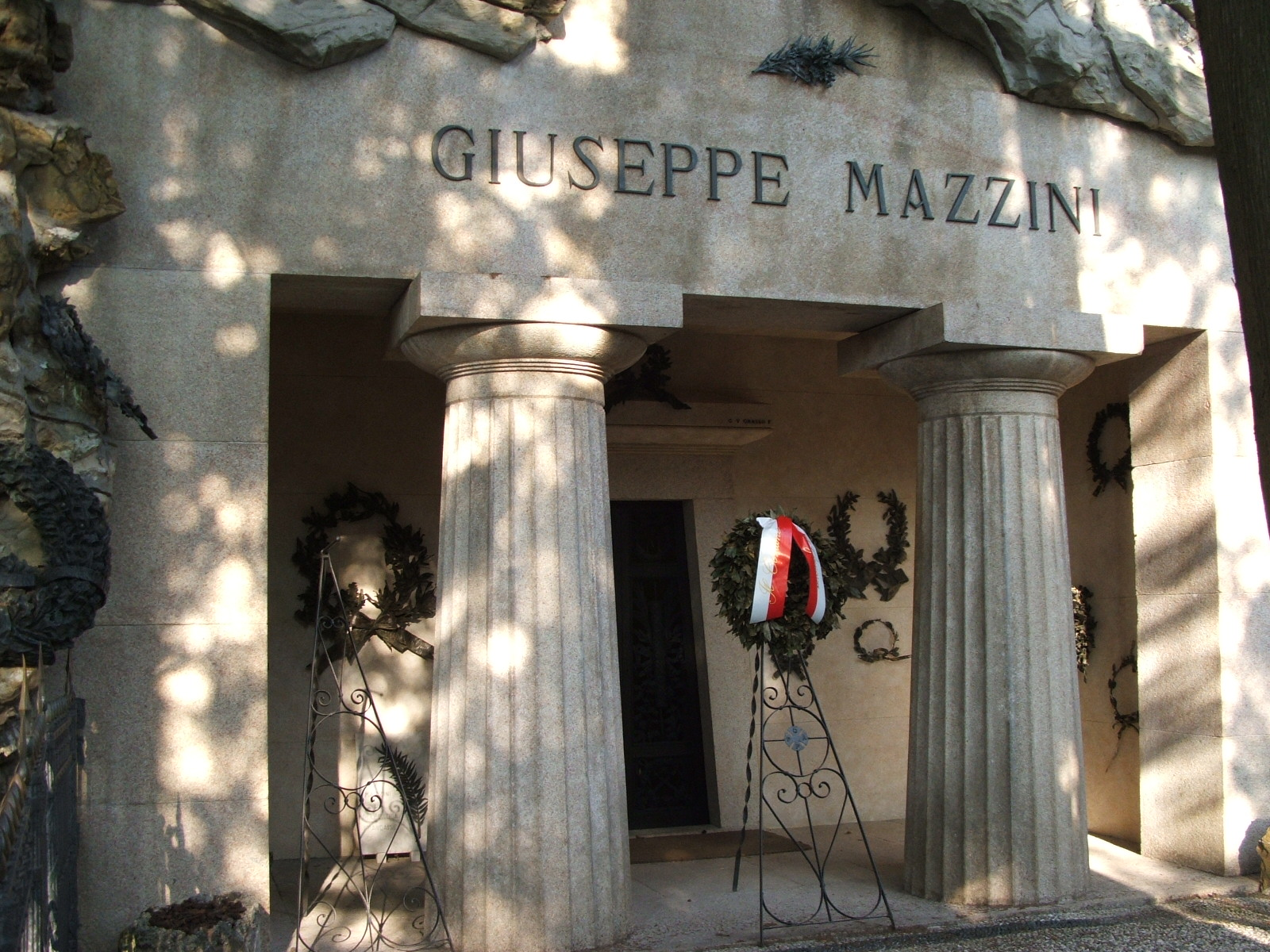
Il mausoleo di Giuseppe Mazzini nel cimitero monumentale di Staglieno, realizzato dall'architetto mazziniano Gaetano Vittorino Grasso (1849-1899)

La politica è scontro tra libertà e dispotismo e tra queste due forze non è possibile trovare un compromesso: si sta svolgendo una guerra di principi che non ammette transazioni; Mazzini esorta la popolazione a non accontentarsi delle riforme che erano degli accomodamenti gestiti dall'alto: non radicavano, cioè, nello spirito del tempo quella libertà e quell'uguaglianza di cui il popolo aveva bisogno.
La logica della politica è logica di democrazia e libertà, non accettabili dalle forze reazionarie; contro di esse è necessaria una brusca rottura rivoluzionaria: alla testa del popolo vi dovrà essere la classe colta (che non può più sopportare il giogo dell'oppressione) e i giovani (che non possono più accettare le anticaglie dell'antico regime). Questa rivoluzione deve portare alla Repubblica, la quale garantirà l'istruzione popolare.
La rivoluzione, che è anche pedagogico strumento di formazione di virtù personali e collettive, deve iniziare per ondate, accendendo focolai di rivolta che incitino il popolo inconsapevole a prendere le armi. Una volta scoppiata la rivoluzione si dovrà costituire un potere dittatoriale (inteso come potere straordinario alla maniera dell'Antica Roma, non come tirannide) che gestisca temporaneamente la fase post-rivoluzionaria. Il governo verrà restituito al popolo non appena il fine della rivoluzione verrà raggiunto, il prima possibile.
La Giovane Italia deve educare alla gestione della cosa pubblica, ad essere buoni cittadini, non è, perciò, esclusivamente uno strumento di organizzazione rivoluzionaria. Il popolo deve avere diritti e doveri, mentre la Rivoluzione Francese si è concentrata esclusivamente sui diritti individuali: fermandosi ai diritti dell'individuo aveva dato vita ad una società egoista; l'utile per una società non va mai considerato secondo il bene di un singolo soggetto ma secondo il bene collettivo. Mazzini non crede nell'eguaglianza predicata dal marxismo e al sogno della proprietà comune sostituisce il principio dell'associazionismo, che è comunque un superamento dell'egoismo individuale.

### Questione sociale
Mazzini affrontò la questione sociale negli scritti più tardi, ad esempio nei Doveri dell'uomo (1860). Egli rifiuta il marxismo, convinto com'è che per spingere il popolo alla rivoluzione sia prioritario indicargli l'obiettivo dell'unità, della repubblica e della democrazia. Mazzini fu tra i primi a considerare la grave questione sociale presente che era soprattutto in Italia la questione contadina, come gli indicava Carlo Pisacane, ma egli pensava che questa dovesse essere affrontata e risolta solo dopo il raggiungimento dell'unità nazionale e non attraverso lo scontro delle classi, ma con una loro collaborazione (interclassismo), da raggiungersi però organizzando l'associazionismo e il mutualismo fra gli operai, il soggetto più debole.

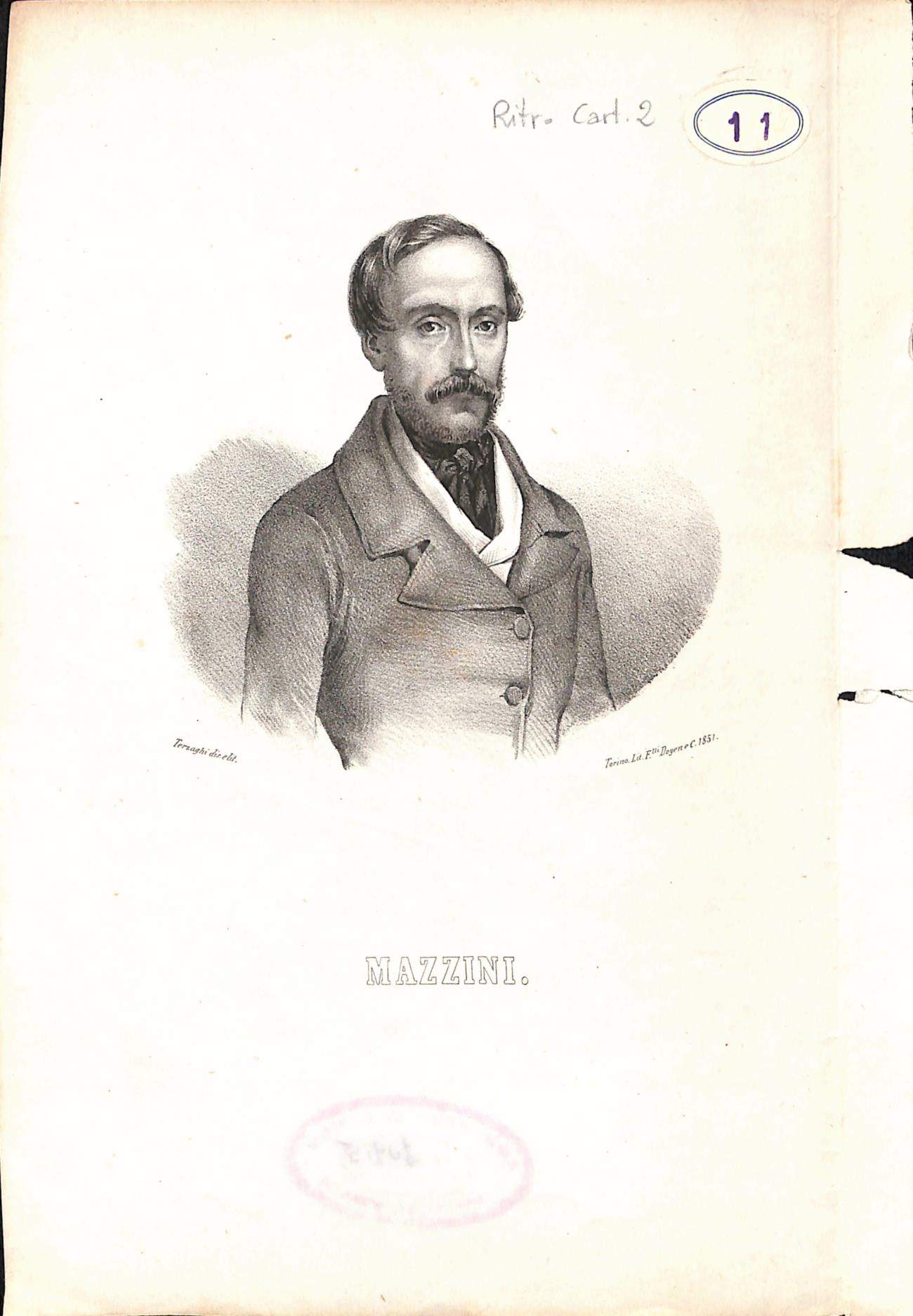
Foto di Mazzini

Un programma il suo di solidarietà nazionale che se non contemplava l'autonomia culturale e politica del proletariato non si rivolse solo al ceto medio cittadino, agli intellettuali, agli studenti, fra i quali raccolse i consensi più ampi, ma anche agli artigiani e ai settori più consapevoli dei propri diritti fra gli operai.
Mazzini criticò il marxismo e fu da Karl Marx biasimato per gli aspetti dottrinali idealistici e per gli atteggiamenti profetici che egli assumeva nel suo ruolo di educatore religioso e politico del popolo. Marx, risentito per gli attacchi di Mazzini al comunismo, da lui definito con il termine inglese «dictatorship» (ossia «dittatura»), lo definì in alcuni articoli «teopompo» (cioè «inviato di Dio») e «papa della chiesa democratica», dandogli anche sprezzantemente del «vecchio somaro» e paragonandolo a Pietro l'Eremita. Forte sarà il contrasto tra Marx e l'inviato personale di Mazzini (oltre che con Garibaldi che ne prese le difese) alla Prima Internazionale.
Mazzini criticava i socialisti per il proclamato internazionalismo dei loro tempi, venato di anarchismo e di forte negazionismo, per l'attenzione da essi rivolta verso gli interessi di una sola classe: il proletariato. Inoltre egli definiva arbitrario e impossibile a pretendere l'abolizione della proprietà privata: così si sarebbe dato un colpo mortale all'economia che non avrebbe premiato più i migliori. La critica maggiore era rivolta contro il rischio che le ideologie socialiste portassero a una negazione dell'individuo e della libertà: egli previde con lungimiranza quello che avverrà con la Rivoluzione d'ottobre del 1917 in Russia, cioè la formazione di una nuova classe di padroni politici e lo schiacciamento dell'individuo nella macchina industriale del socialismo reale.
Da queste critiche ne venne la valutazione negativa di Mazzini sulla rivolta che portò alla Comune di Parigi del 1871. Mentre per Marx e Michail Bakunin quello della Comune era stato un primo tentativo di distruggere lo stato accentratore borghese realizzando dal basso un nuovo tipo di stato, Mazzini, legato al concetto di Stato-nazione romantico, invece criticò la Comune vedendo in essa la fine della nazione, la minaccia di uno smembramento della Francia. Per salvaguardare l'economia e allo stesso tempo per tutelare i più poveri, Mazzini punta su una forma di lavoro cooperativo: l'operaio dovrà guardare oltre una lotta basata solo sul salario ma promuovere spazi via via crescenti di economia sociale con elementi di «piena responsabilità e proprietà sull'impresa».

Mazzini puntava sul superamento in senso sociale e democratico del capitalismo imprenditoriale classico, anticipando in questo sia le teorie distribuzioniste sia le teorie che esaltano il valore dell'associazione tra i produttori. In Doveri dell'uomo scrisse: 
La sua influenza sulla prima fase del movimento operaio fu per questo molto importante e anche il fascismo, in particolare la sua corrente repubblicana e socializzatrice, si ispirerà al pensiero economico mazziniano come terza via corporativa tra il modello capitalista e quello marxista. La stessa visione idealista nazionale del Fascismo, come la sua missione per una nuova civilizazione mediterranea fanno sì che lo stesso Mussolini parlerà del Fascismo come del mazzinianesimo del XX Secolo; nella stessa "Dottrina del fascismo", testo ufficiale dell'ideologia fascista, si sottolineava tale legame.

## Cospirazioni e fallimento dei moti mazziniani

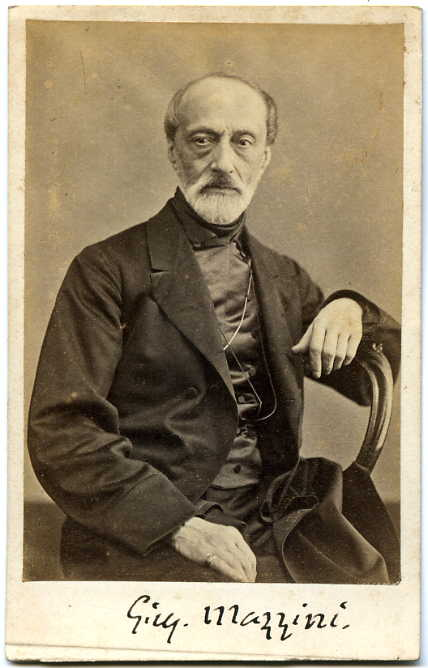
Mazzini in una fotografia con autografo scattata da Domenico Lama

I moti mazziniani, ispirati ad un'ideologia repubblicana e antimonarchica furono considerati sovversivi e quindi perseguitati da tutte le monarchie italiane dell'epoca. Per i governi costituiti i mazziniani altro non erano che terroristi e come tali furono sempre condannati.
(Massimo d'Azeglio, Degli ultimi casi di Romagna)

### Giovine Italia (1831)
(Camillo Benso conte di Cavour)

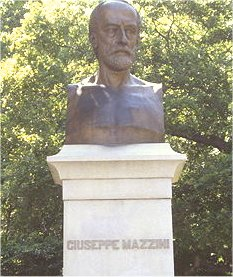
Busto di Mazzini a Central Park a New York

Nel 1831, Mazzini si trovava a Marsiglia in esilio dopo l'arresto e il processo subito l'anno prima in Piemonte a causa della sua affiliazione alla Carboneria. Non potendosi provare la sua colpevolezza infatti la polizia sabauda lo costrinse a scegliere tra il confino in un paesino del Piemonte e l'esilio. Mazzini preferì affrontare l'esilio e nel febbraio del 1831 passò in Svizzera, da qui a Lione e infine a Marsiglia. Qui entrò in contatto con i gruppi di Filippo Buonarroti e col movimento sansimoniano allora diffuso in Francia.
Con questi si avviò un'analisi del fallimento dei moti nei ducati e nelle Legazioni pontificie del 1831. Si concordò sul fatto che le sette carbonare avevano fallito innanzitutto per la contraddittorietà dei loro programmi e per l'eterogeneità delle classi che ne facevano parte. Non si era riusciti poi a mettere in atto un collegamento più ampio delle insurrezioni per le ristrettezze provinciali dei progetti politici, com'era accaduto nei moti di Torino del 1821 quand'era fallito ogni tentativo di collegamento con i fratelli lombardi. Infine bisognava desistere, come nel 1821, dal ricercare l'appoggio dei principi e, come nei moti del '30-31, dei francesi.
Con la fondazione della Giovine Italia nel 1831 il movimento insurrezionale andava organizzato su precisi obiettivi politici: indipendenza, unità, libertà. Occorreva poi una grande mobilitazione popolare poiché la liberazione italiana non si poteva conseguire attraverso l'azione di pochi settari ma con la partecipazione delle masse. Rinunciare infine ad ogni concorso esterno per la rivoluzione: «La Giovine Italia è decisa a giovarsi degli eventi stranieri, ma non a farne dipendere l'ora e il carattere dell'insurrezione».

La bandiera della Giovine Italia

Gli strumenti per raggiungere queste mete erano l'educazione e l'insurrezione. Quindi bisognava che la Giovane Italia perdesse il più possibile il carattere di segretezza, conservando quanto necessario a difendersi dalle polizie, ma acquistasse quello di società di propaganda, un'«associazione tendente anzitutto a uno scopo di insurrezione, ma essenzialmente educatrice fino a quel giorno e dopo quel giorno». - anche attraverso il giornale La Giovine Italia, fondato nel 1832 - del messaggio politico della indipendenza, dell'unità e della repubblica.
Negli anni 1833 e 1834, durante il periodo dei processi in Piemonte e il fallimento della spedizione di Savoia, l'associazione scomparve per quattro anni, ricomparendo solo nel 1838 in Inghilterra. Dieci anni dopo, il 5 maggio 1848, l'associazione fu definitivamente sciolta da Mazzini, che fondò al suo posto l'Associazione Nazionale Italiana.

### Fallimento del moto in Savoia (1833)

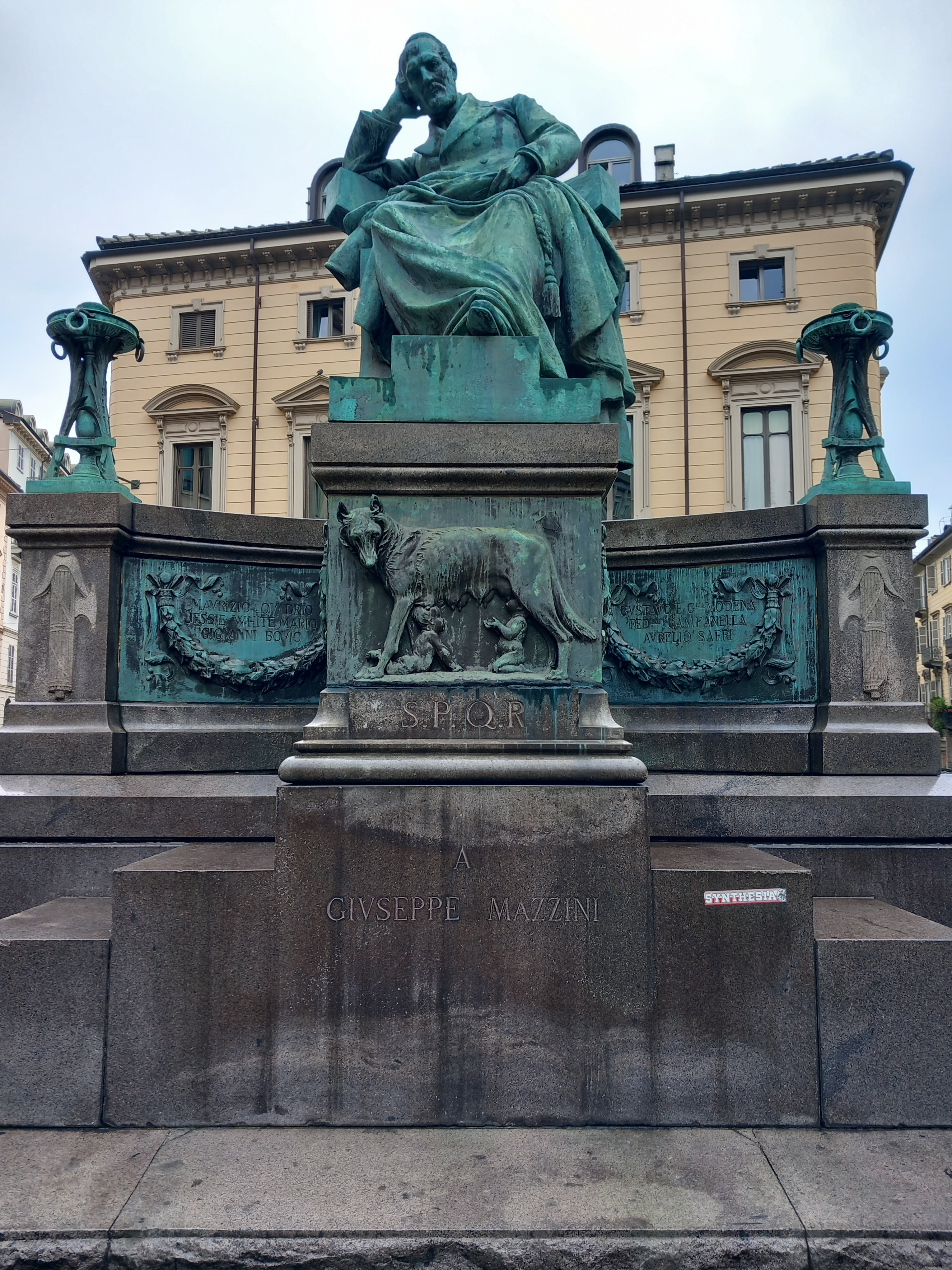
Monumento a Giuseppe Mazzini a Torino

Entusiastiche adesioni al programma della Giovane Italia si ebbero soprattutto tra i giovani in Liguria, in Piemonte, in Emilia e in Toscana che si misero subito alla prova organizzando negli anni 1833 e 1834 una serie di insurrezioni che si conclusero tutte con arresti, carcere e condanne a morte. Nel 1833, organizza il suo primo tentativo insurrezionale che aveva come focolai rivoluzionari Chambéry, Torino, Alessandria e Genova dove contava vaste adesioni nell'ambiente militare.
Prima ancora che l'insurrezione iniziasse la polizia sabauda a causa di una rissa avvenuta fra i soldati in Savoia, scoprì e arrestò molti dei congiurati, che furono duramente perseguiti poiché appartenenti a quell'esercito sulla cui fedeltà Carlo Alberto aveva fondato la sicurezza del suo potere. Fra i condannati figuravano i fratelli Giovanni e Jacopo Ruffini, amico personale di Mazzini e capo della Giovine Italia di Genova, l'avvocato Andrea Vochieri e l'abate torinese Vincenzo Gioberti. Tutti subirono un processo dal tribunale militare, e dodici furono condannati a morte, fra questi anche il Vochieri, mentre Jacopo Ruffini pur di non tradire si uccise in carcere mentre altri riuscirono a salvarsi con la fuga.

### Tentativo d'invasione della Savoia e moto di Genova (1834)

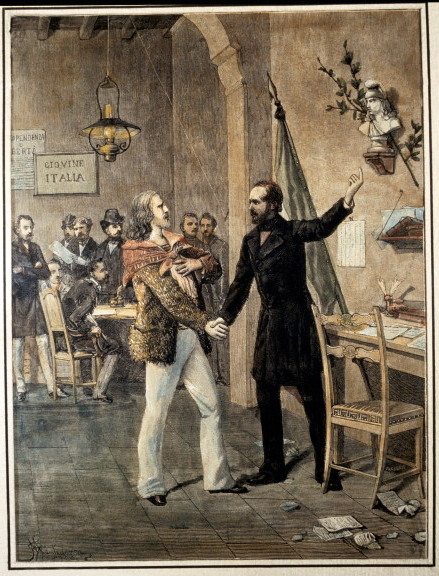
L'incontro di Mazzini con Giuseppe Garibaldi nella sede della Giovine Italia

Il fallimento del primo moto non fermò Mazzini, convinto che fosse il momento opportuno e che il popolo lo avrebbe seguito. Si trovava a Ginevra, quando assieme ad altri italiani e alcuni polacchi, organizzava un'azione militare contro lo stato dei Savoia. A capo della rivolta aveva messo il generale Gerolamo Ramorino, che aveva già preso parte ai moti del 1821, questa scelta però si rivelò un fallimento, perché il Ramorino si era giocato i soldi raccolti per l'insurrezione e di conseguenza rimandava continuamente la spedizione, tanto che quando il 2 febbraio 1834, si decise a passare con le sue truppe il confine con la Savoia, la polizia, ormai allertata da tempo, disperse i volontari con molta facilità.
Nello stesso tempo doveva scoppiare una rivolta a Genova, sotto la guida di Giuseppe Garibaldi, che si era arruolato nella marina da guerra sarda per svolgere propaganda rivoluzionaria tra gli equipaggi. Quando giunse sul luogo dove avrebbe dovuto iniziare l'insurrezione però, non trovò nessuno, e così rimasto solo, dovette fuggire. Fece appena in tempo a salvarsi dalla condanna a morte emanata contro di lui, salendo su una nave in partenza per l'America del Sud dove continuerà a combattere per la libertà dei popoli.
Mazzini, invece, poiché aveva personalmente preso parte alla spedizione con Ramorino, fu espulso dalla Svizzera e dovette cercare rifugio in Inghilterra. Lì continuò la propria azione politica attraverso discorsi pubblici, lettere e scritti su giornali e riviste, aiutando a distanza gli italiani a mantenere il desiderio di unità e indipendenza. Anche se l'insuccesso dei moti fu assoluto, dopo questi eventi la linea politica di Carlo Alberto mutò, temendo che reazioni eccessive potessero diventare pericolose per la monarchia.

#### Tempesta del dubbio (1836)
(Giuseppe Mazzini, lettera di risposta ad Angelo Usiglio, Londra, 1837)
Altri tentativi pure falliti si ebbero a Palermo, in Abruzzo, nella Lombardia austriaca, in Toscana. Il fallimento di tanti generosi sforzi e l'altissimo prezzo di sangue pagato fecero attraversare a Mazzini quella che egli chiamò la tempesta del dubbio, una fase di depressione, in cui, come in gioventù, come ricorda nelle Note autobiografiche, pensò anche al suicidio, da cui uscì religiosamente convinto ancora una volta della validità dei propri ideali politici e morali. Dall'esilio di Londra (1837), dopo essere stato espulso dalla Svizzera, riprese quindi il suo apostolato insurrezionale. Nello stesso periodo esce il saggio La filosofia della musica sulla rivista L'italiano pubblicata a Parigi.

### Fratelli Bandiera (1844)

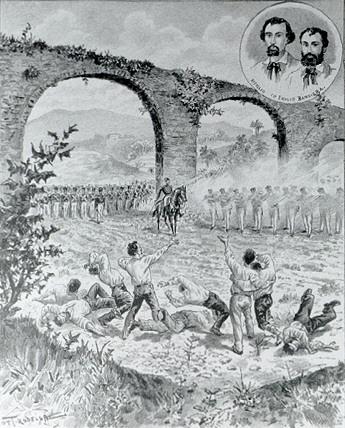
Esecuzione dei fratelli Bandiera a Cosenza

Nobili, figli dell'ammiraglio Francesco Bandiera e, a loro volta, ufficiali della Marina da guerra austriaca, aderirono alle idee mazziniane e fondarono una loro società segreta, l'Esperia e con essa tentarono di effettuare una sollevazione popolare nel Sud Italia.
Il 13 giugno 1844, i fratelli Emilio e Attilio Bandiera partirono da Corfù (dove avevano una base allestita con l'ausilio del barese Vito Infante) alla volta della Calabria seguiti da 17 compagni, dal brigante calabrese Giuseppe Meluso e dal corso Pietro Boccheciampe. Il 15 marzo dello stesso anno era loro giunta infatti la notizia dello scoppio di una rivolta a Cosenza che essi credevano condotta nel nome di Mazzini. In realtà non solo la ribellione non aveva alcuna motivazione patriottica ma era già stata domata dall'esercito borbonico.
Il 16 giugno 1844 quando sbarcarono alla foce del fiume Neto, vicino a Crotone, appresero che la rivolta era già stata repressa nel sangue e al momento non era in corso alcuna ribellione all'autorità del re. Il Boccheciampe, appresa la notizia che non c'era alcuna sommossa a cui partecipare, sparì e andò al posto di polizia di Crotone per denunciare i compagni. I due fratelli vollero lo stesso continuare l'impresa e partirono per la Sila.
Subito iniziarono le ricerche dei rivoltosi ad opera delle guardie civiche borboniche, aiutate da comuni cittadini che credevano i mazziniani dei briganti; dopo alcuni scontri a fuoco, vennero catturati (meno il brigante Giuseppe Meluso, buon conoscitore dei luoghi, che riuscì a sfuggire alla cattura) e portati a Cosenza, dove i fratelli Bandiera con altri 7 compagni vennero fucilati nel Vallone di Rovito il 25 luglio 1844.

Il re Ferdinando II ringraziò la popolazione locale per il grande attaccamento dimostrato alla Corona e la premiò concedendo medaglie d'oro e d'argento e pensioni generose. «Mazzini, colpito da tanta fermezza e da tanta sventura, restò commosso da quell'efferata barbarie e celebrò la memoria di quei martiri in un opuscolo uscito a Parigi nel 1845». Mazzini vedendo nel loro sacrificio la realizzazione dei propri ideali così scriveva in un opuscolo a loro dedicato: 

### Repubblica Romana (1849)

Bandiera della Repubblica Romana

Dopo i moti del 1848-49, Mazzini fu a capo, con Aurelio Saffi e Carlo Armellini della Repubblica Romana, soppressa dalla reazione francese nel 1849. Fu l'ultima rivolta a cui Mazzini prese parte direttamente.

### Moto di Milano (1853) e sollevazione in Valtellina (1854)

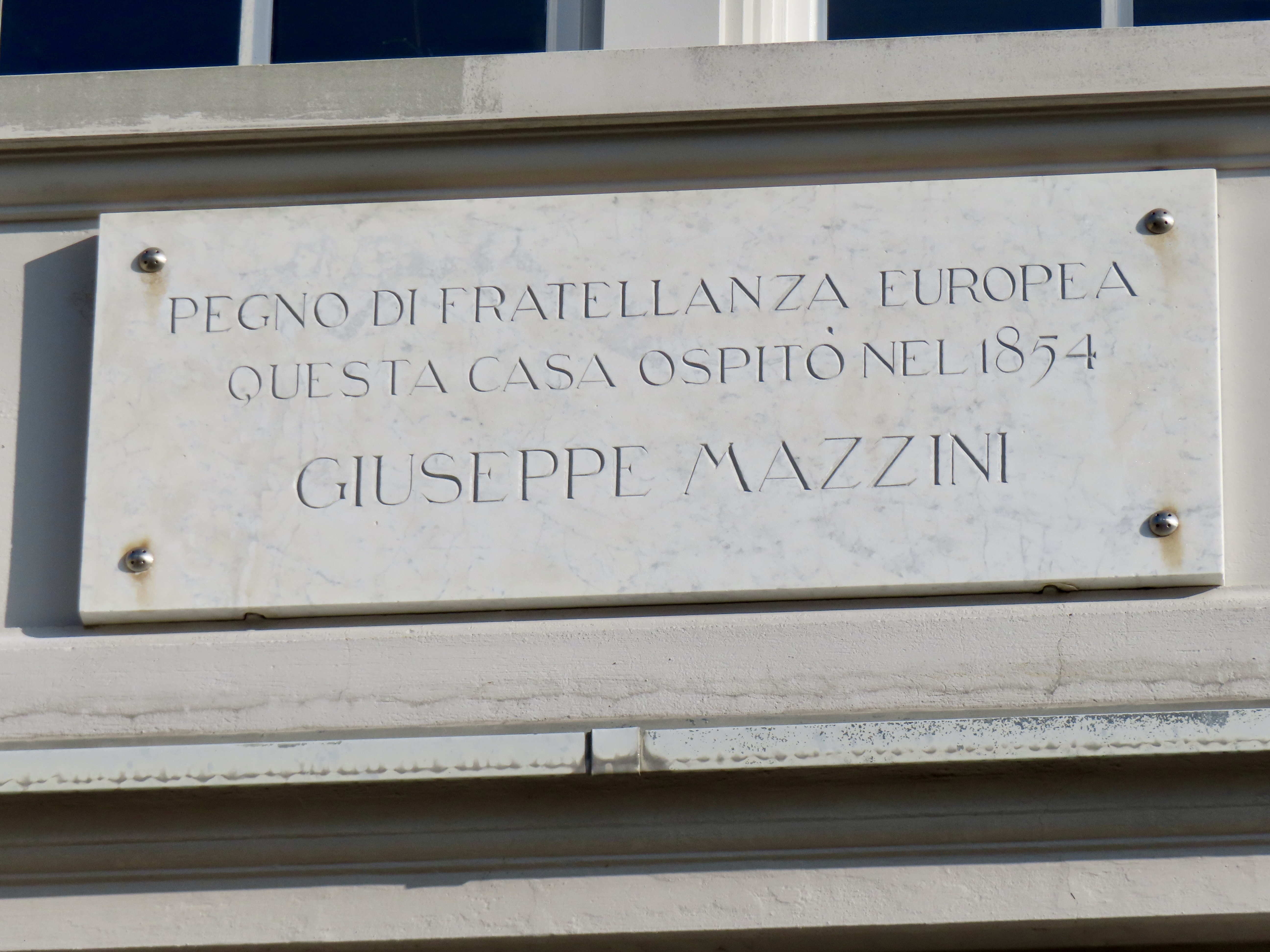
Targa commemorativa presso la casa di campagna Wangensbach a Küsnacht ZH (Svizzera), dove Mazzini visse nel 1854

Ispirato al mazzinianesimo e alle ideologie socialiste fu il moto di Milano del 1853, a cui tuttavia Mazzini non prese parte, e che fallì; analoga sorte ebbe la rivolta in Valtellina dell'anno seguente. Dopo il fallimento dell'insurrezione in Valtellina nel 1854, Giuseppe Mazzini fuggì a Zurigo, dove alcuni amici lo aiutarono a prendere dimora segretamente nella tenuta di Wangensbach a Küsnacht. Nel moto milanese si mise in luce Felice Orsini, che di lì a poco avrebbe rotto con Mazzini e organizzato l'attentato a Napoleone III, fermamente condannato dal genovese poiché risoltosi in una strage di cittadini innocenti.

### Spedizione di Sapri (1857)

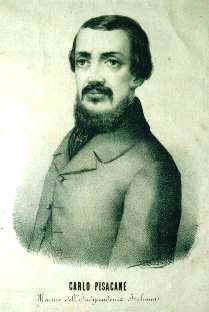
Carlo Pisacane

Il piano originale, secondo il metodo insurrezionale mazziniano, prevedeva di accendere un focolaio di rivolta in Sicilia dove era molto diffuso il malcontento contro i Borboni, e da lì estenderla a tutto il Mezzogiorno d'Italia. Successivamente invece si pensò più opportuno partendo dal porto di Genova di sbarcare a Ponza per liberare alcuni prigionieri politici lì rinchiusi, per rinforzare le file della spedizione e infine dirigersi a Sapri, che posta al confine tra Campania e Basilicata, era ritenuta un punto strategico ideale per attendere dei rinforzi e marciare su Napoli.
Il 25 giugno 1857 Carlo Pisacane s'imbarcò con altri ventiquattro sovversivi, tra cui Giovanni Nicotera e Giovan Battista Falcone, sul piroscafo di linea Cagliari, della Società Rubattino, diretto a Tunisi. Il 26 giugno sbarcò a Ponza dove, sventolando il tricolore, riuscì agevolmente a liberare 323 detenuti, poche decine dei quali per reati politici per il resto delinquenti comuni, aggregandoli quasi tutti alla spedizione. Il 28, il Cagliari ripartì carico di detenuti comuni e delle armi sottratte al presidio borbonico. La sera i congiurati sbarcarono a Sapri, ma non trovarono ad accoglierli quelle masse rivoltose che si attendevano. Anzi furono affrontati dalle falci dei contadini ai quali le autorità borboniche avevano per tempo annunziato lo sbarco di una banda di ergastolani evasi dall'isola di Ponza.
Il 1º luglio, a Padula vennero circondati e 25 di loro furono massacrati dai contadini. Gli altri, per un totale di 150, vennero catturati e consegnati ai gendarmi. Pisacane, con Nicotera, Falcone e gli ultimi superstiti, riuscirono a fuggire a Sanza dove furono ancora aggrediti dalla popolazione: perirono in 83; Pisacane e Falcone si suicidarono con le loro pistole, mentre quelli scampati all'ira popolare furono poi processati nel gennaio del 1858. Condannati a morte, furono graziati dal Re, che tramutò la pena in ergastolo.
La spedizione avrebbe anche dovuto venir supportata da una sollevazione a Genova, da attuarsi la notte tra il 28 e il 29 giugno, la quale però fallì per l'esiguità dei partecipanti e la confusione delle direttive: lo stesso Mazzini dispose rompete le righe. A Livorno invece il 30 giugno i repubblicani, comandati da Marino Giurovich, tentarono l'insurrezione: male armati e forse anche traditi, gli insorti furono sconfitti in breve, e caddero in 16, di cui sette fucilati per la strada appena fatti prigionieri dalle guardie del Granduca.

#### Senso dell'impresa
Pur essendo quella di Sapri un'impresa tipicamente mazziniana, condotta «senza speranza di premio», in effetti essa rispondeva alle idee politiche di Pisacane che si era allontanato dalla dottrina del Maestro per accostarsi a un socialismo libertario espresso dalla formula "Libertà e associazione". Contrariamente a Mazzini che riguardo alla questione sociale proponeva una soluzione interclassista solo dopo aver risolto il problema unitario, Pisacane pensava infatti che per arrivare ad una rivoluzione patriottica unitaria e nazionale occorresse prima risolvere la questione contadina che era quella della riforma agraria. Come lasciò scritto nel suo testamento politico in appendice al Saggio sulla rivoluzione, «profonda mia convinzione di essere la propaganda dell'idea una chimera e l'istruzione popolare un'assurdità. Le idee nascono dai fatti e non questi da quelle, ed il popolo non sarà libero perché sarà istrutto, ma sarà ben tosto istrutto quando sarà libero».
Vicino agli ideali mazziniani era Pisacane invece quando aggiungeva nello stesso scritto che quand'anche la rivolta fallisse «ogni mia ricompensa io la troverò nel fondo della mia coscienza e nell'animo di questi cari e generosi amici... che se il nostro sacrificio non apporta alcun bene all'Italia, sarà almeno una gloria per essa aver prodotto figli che vollero immolarsi al suo avvenire». La spedizione fallita ebbe in effetti il merito di riproporre all'opinione pubblica italiana la questione napoletana, la liberazione cioè del Mezzogiorno italiano dal malgoverno borbonico che il politico inglese William Ewart Gladstone definiva «negazione di Dio eretta a sistema di governo». Infine il tentativo di Pisacane sembrava riproporre la possibilità di un'alternativa democratico-popolare come soluzione al problema italiano: era un segnale d'allarme che costituì per il governo di Vittorio Emanuele II uno stimolo ad affrettare i tempi dell'azione per realizzare la soluzione diplomatico militare dell'unità italiana.

### Appoggio a Garibaldi e ultimi tentativi
Mazzini appoggiò moralmente la spedizione dei Mille di Giuseppe Garibaldi, che egli considerava una valida opposizione a Cavour. Dopo l'Unità riprese la lotta repubblicana, ma le persecuzioni della polizia sabauda e le condizioni di salute limitarono i suoi ultimi tentativi.

## Controversie

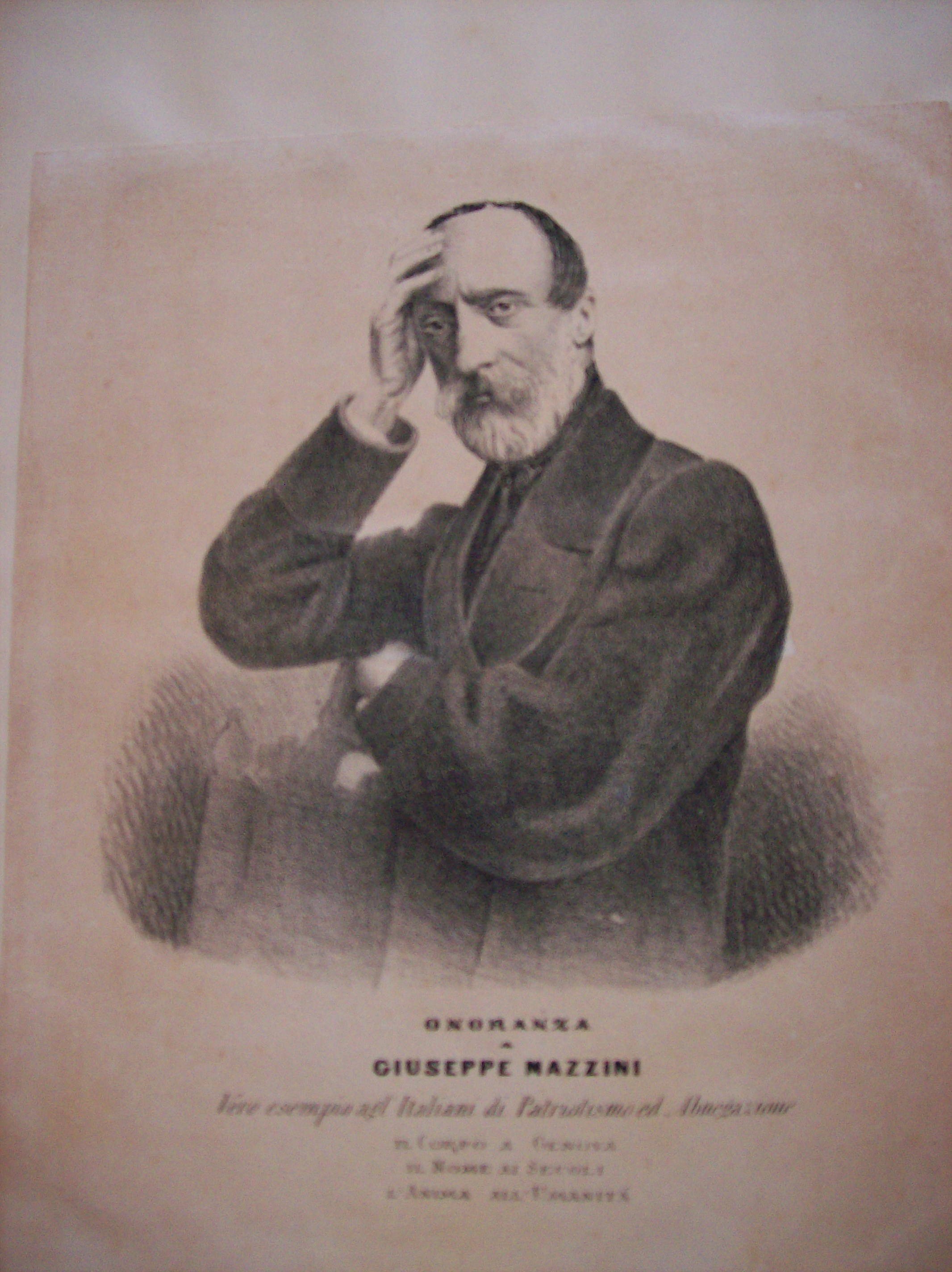
Stampa raffigurante Mazzini con l'epitaffio della tomba a Staglieno

### Conflitto con Cavour
Giuseppe Mazzini, che dopo la sua attività cospirativa degli anni 1827-1830 fu esiliato dal governo piemontese a Ginevra, fu uno strenuo oppositore della guerra di Crimea, che costò un'ingente perdita di soldati al regno sardo. Egli rivolse un appello ai militari in partenza per il conflitto: 
(Giuseppe Mazzini)
Quando nel 1858, Napoleone III scampò all'attentato teso da Felice Orsini e Giovanni Andrea Pieri, il governo di Torino incolpò Mazzini (Cavour lo avrebbe definito "il capo di un'orda di fanatici assassini" oltreché "un nemico pericoloso quanto l'Austria"), poiché i due attentatori avevano militato nel suo Partito d'Azione. Secondo Denis Mack Smith, Cavour aveva in passato finanziato i due rivoluzionari a causa della loro rottura con Mazzini e, dopo l'attentato a Napoleone III e la conseguente condanna dei due, alla vedova di Orsini fu assicurata una pensione.

Cavour al riguardo fece anche pressioni politiche sulla magistratura per far giudicare e condannare la stampa radicale. Egli, inoltre, favorì l'agenzia Stefani con fondi segreti sebbene lo Statuto vietasse privilegi e monopoli ai privati. Così l'agenzia Stefani, forte delle solide relazioni con Cavour divenne, secondo il saggista Gigi Di Fiore, un fondamentale strumento governativo per il controllo mediatico nel Regno di Sardegna. Mazzini, intanto, oltre ad aver condannato il gesto di Orsini e Pieri, espose un attacco nei confronti del primo ministro, pubblicato sul giornale Italia del popolo: 
(Giuseppe Mazzini)
Ancora dopo il 1861 Mazzini scriveva contro l'unificazione realizzata da Cavour: 
(Giuseppe Mazzini)

### Timori di Mazzini per la cessione della Sardegna

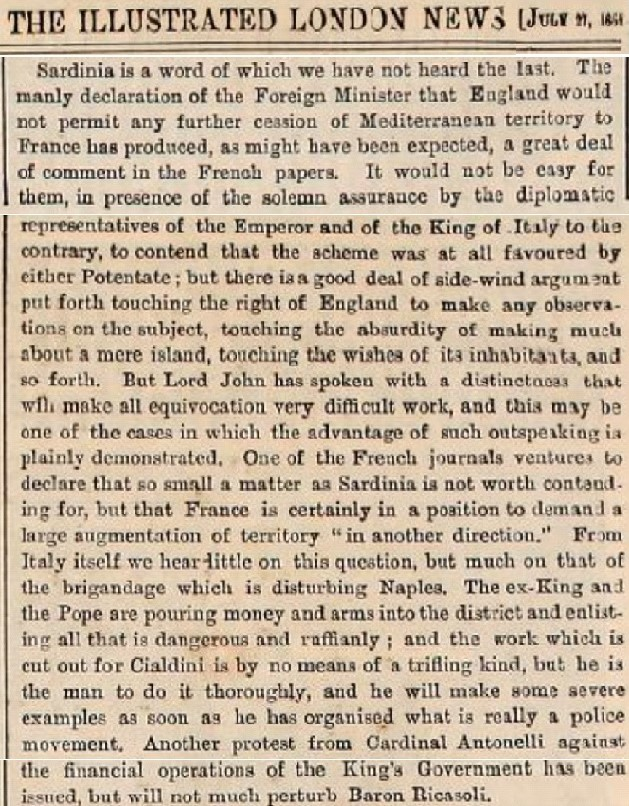
Estratto di articolo di giornale inglese

Mazzini temeva che Cavour, dopo la cessione della Savoia e di Nizza, potesse cedere anche la Sardegna, una delle cosiddette “tre Irlande”, sulla base di altri supposti accordi segreti di Cavour con la Francia, in cambio di una definitiva unificazione italiana, accordi che preoccupavano anche l’Inghilterra, la quale era intervenuta presso Cavour per avere rassicurazioni sul fatto che non sarebbe stato ceduto altro territorio italiano alla Francia: 
(da Scritti editi e inediti di Giuseppe Mazzini, per cura della Commissione editrice degli scritti di Giuseppe Mazzini, Roma, 1884, vol. XIII)

Riguardo alla cessione della Sardegna alla Francia, Mazzini affermava anche: 
(da Scritti editi ed inediti di Giuseppe Mazzini, per cura della Commissione editrice degli scritti di Giuseppe Mazzini, Roma, 1884, vol. XIII)

Alcune affermazioni di Giovanni Battista Tuveri, esponente del cattolicesimo federalista, deputato per due volte al Parlamento Subalpino e amico di Mazzini, confermano la possibilità di accordi segreti relativi alla cessione della Sardegna alla Francia per una definitiva unificazione del resto della penisola: 
Anche il giornale britannico "The Illustrated London News" del 27 luglio 1861 citava l'inopportunità di cedere la Sardegna alla Francia, commento che aveva suscitato reazioni nella stampa francese e fatto suggerire altre ipotesi.

## Ruolo storico di Mazzini

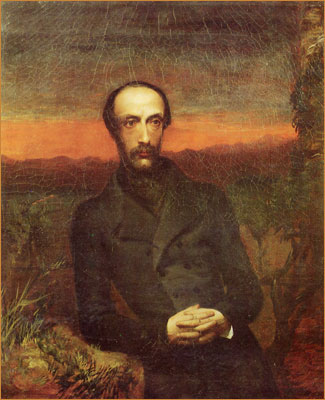
Mazzini nel 1846

Mazzini suscitò «continuamente energie, affascinò per quarant'anni ogni ondata di gioventù [...] e intanto gli anziani gli sfuggivano». Quasi tutti i grandi personaggi del Risorgimento aderirono al mazzinianesimo ma pochi vi restarono. Il contenuto religioso profetico del pensiero del Maestro, in un certo modo rivelatore di una nuova fede, imbrigliava l'azione politica. Mazzini infatti non aveva «la duttilità e la mutevolezza necessaria per dominare e imprigionare razionalmente le forze». Per questo occorreva una capacità di compromesso politico propria dell'uomo di governo come fu Cavour; «[i]l compito di Mazzini fu invece quello di creare l'"animus"». Quando sembrava che il problema italiano non avesse via d'uscita «ecco per opera sua la gioventù italiana sacrificarsi in una suprema protesta. I sacrifici parevano sterili», ma invece risvegliavano l'opinione pubblica italiana e europea. La tragedia della Giovine Italia «impose il problema italiano a una sempre più vasta sfera d'Italiani: che reagì sì con un programma più moderato ma infine entrò in azione e quegli stessi ex mazziniani che avevano rinnegato il Maestro aderendo al moderatismo riformista alla fine dovettero abbandonare ogni progetto federalista e acconsentire all'entusiasmo popolare suscitato dalle idee mazziniane di un riordinamento unitario italiano».
Le idee politiche di Mazzini furono alla base della nascita del Partito Repubblicano Italiano nel 1895. Tramite la Costituzione della Repubblica Romana, ispirata al mazzinianesimo e considerata un modello per molto tempo, fu uno dei pensatori le cui idee furono alla base della Costituzione Italiana del 1948. Inoltre ebbe una grande influenza anche fuori dall'Italia: politici occidentali come Thomas Woodrow Wilson (con i suoi Quattordici Punti) e David Lloyd George e molti leader post-coloniali tra i quali Gandhi, Golda Meir, David Ben-Gurion, Nehru e Sun Yat-sen consideravano Mazzini il proprio maestro e il testo mazziniano Dei doveri dell'uomo come la propria "Bibbia" morale, etica e politica.

### Mazzini conteso tra fascismo e antifascismo

Mazzini sul letto di morte

L'eredità ideale e politica del pensiero di Giuseppe Mazzini è stata a lungo oggetto di dibattito tra opposte interpretazioni, in particolare durante il Fascismo e la Resistenza. Già nel settembre 1922, prima dell'avvento del fascismo, il cinquantenario della sua morte fu celebrato con una serie di francobolli. In seguito, nel Ventennio fascista Mazzini fu oggetto di citazioni in libri, articoli, discorsi, fino al punto d'essere considerato una sorta di precursore del regime di Mussolini. Secondo un appunto diaristico (intitolato "Ripresa mazziniana") di Giuseppe Bottai, però, l'utilizzo che ne fece Mussolini fu sempre strumentale.
La popolarità di Mazzini durante il periodo fascista è dovuta anche ai numerosi repubblicani che confluirono nei Fasci di combattimento, iniziando il loro percorso di avvicinamento a Mussolini durante la battaglia interventista, soprattutto nelle aree dove maggiore era la presenza del PRI, cioè in Romagna e nelle Marche. Nel 1917, sulle pagine de L'Iniziativa, l'organo di stampa del PRI, si guardava a Mussolini come al «magnifico bardo del nostro interventismo».
Particolare fu il caso di Bologna, città in cui i repubblicani Pietro Nenni, Guido e Mario Bergamo presero parte attivamente nel 1919 alla fondazione del primo Fascio di combattimento emiliano per poi abbandonarlo poco dopo diventando avversari del fascismo. Tra i più famosi repubblicani che aderirono al fascismo vi furono Italo Balbo (che si era laureato con una tesi su "Il pensiero economico e sociale di Mazzini" e del quale lo storico Claudio Segrè ha scritto: «Balbo, prima di aderire al Fascismo nel '21, esitò a lasciare i repubblicani fino all'ultimo momento e considerò la possibilità di mantenere la doppia iscrizione»), Curzio Malaparte e Berto Ricci, che nel fascismo vedeva la perfetta sintesi fra «la Monarchia di Dante e il Concilio di Mazzini».

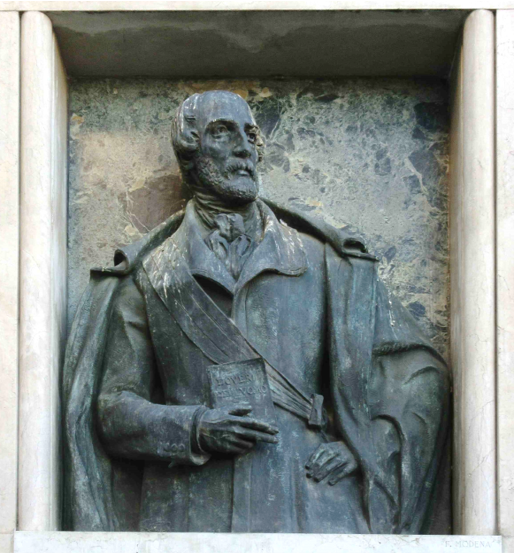
Monumento a Mazzini, Venezia, Calle larga Mazzini

L'intellettuale mazziniano Delio Cantimori, nella prima fase del suo percorso politico che lo portò prima ad aderire al fascismo poi al comunismo, considerava il fascismo «compimento della rivoluzione nazionale iniziatasi con il Risorgimento, che doveva riuscire dove il processo risorgimentale e il cinquantennio successivo avevano fallito: nell'inserimento e nell'integrazione delle masse nello stato nazionale, nella creazione di una più vera democrazia, ben diversa dal "parlamentarismo" e lontana dall'"affarismo", dal "particolarismo", dall'"inerzia" che avevano caratterizzato l'Italia liberale». Inizialmente la tesi delle origini risorgimentali del fascismo fu fatta propria anche dai comunisti: nel 1931 Palmiro Togliatti, polemizzando con il movimento Giustizia e Libertà e il suo fondatore Carlo Rosselli, in un articolo su Lo Stato operaio criticò il Risorgimento e indicò in Mazzini un precursore del fascismo:
La stessa posizione fu assunta nel 1933 da Giorgio Amendola, durante il confino a Ponza, nel primo di due corsi sul Risorgimento tenuti per i confinati, per poi rivedere tale impostazione nel secondo corso, dopo la svolta unitaria del 1934 (che segnò l'inizio della politica del fronte popolare con la conclusione di un "patto d'unità d'azione" con i socialisti), allorché insistette sulle origini risorgimentali del movimento operaio.
I fascisti, inoltre, rivendicavano una continuità con il pensiero mazziniano anche riguardo all'idea di patria, alla concezione spirituale della vita, all'importanza dell'educazione di massa come strumento per creare un "uomo nuovo" e a una dottrina economica ispirata alla collaborazione tra le classi sociali. Lo storico Massimo Baioni scrive a proposito della contemporanea celebrazione nel 1932 del 50º anniversario della morte di Garibaldi e del decennale della Marcia su Roma: «Le principali manifestazioni del 1932 sembravano confermare il nesso tra il bisogno di presentare il fascismo come erede delle migliori tradizioni nazionali e la volontà non meno forte ad enfatizzarne le componenti moderne, che avrebbero dovuto distinguerlo come originale esperimento politico e sociale».
Negli anni della Resistenza (1944-1945) la situazione si complica maggiormente: il fascismo della Repubblica Sociale Italiana "intensificò naturalmente i richiami a Mazzini: ad esempio la data del giuramento della Guardia nazionale repubblicana venne fissata il 9 febbraio, giorno della proclamazione, quasi un secolo prima, della Repubblica romana che aveva avuto alla sua testa il «triumviro» Mazzini", ma anche gli antifascisti, in particolare i partigiani di Giustizia e Libertà di Carlo Rosselli, iniziano a richiamarsi sempre più apertamente al rivoluzionario genovese. Proprio Rosselli scrisse nel 1931 a uno studioso inglese: «Agiamo nello spirito di Mazzini, e sentiamo profondamente la continuità ideale fra la lotta dei nostri antenati per la libertà e quella di oggi».
A seguito della caduta del fascismo e dell'armistizio di Cassibile, a partire dal 1943 la lotta contro il nazifascismo vide la partecipazione dei repubblicani (il cui partito era stato sciolto dal Regime nel 1926) anche attraverso la formazione di proprie unità partigiane denominate Brigate Mazzini. Anche un comandante partigiano, proposto per la medaglia d'oro al valor militare, Manrico Ducceschi, ispirò la sua azione all'ideologia mazziniana adottando in onore di Mazzini il nome di battaglia di "Pippo", lo stesso pseudonimo usato dal patriota genovese.

## Opere
- Atto di fratellanza della Giovane Europa (1834), in Giuseppe Mazzini, Edizione nazionale degli scritti., Imola, s.e., 1908, vol. 4, pag. 3.
- Dei doveri dell'uomo. Fede e avvenire, a cura di Paolo Rossi; Ugo Mursia Editore, 2008. ISBN 978-88-425-4172-1.
- Doveri dell'Uomo 2011 Editori Riuniti university press - Roma ISBN 978-88-6473-039-4.
- Pensieri sulla democrazia in Europa, trad. a cura di Salvo Mastellone, Feltrinelli, Milano, 2010, ISBN 978-88-07-82176-9.
- Andrea Tugnoli (a cura di), La pittura moderna in Italia, Bologna, CLUEB, 1993, SBN UBO0069218.

### Edizione nazionale delle opere
- Scritti editi ed inediti (Edizione nazionale degli scritti di Giuseppe Mazzini), Cooperativa Tipografico-editrice Paolo Galeati, Imola 1906-1943, voll. 94 (tutti i 94 volumi si trovano digitalizzati su Internet Archive)  ad es. qui il vol. 1.

### Antologia di scritti
- Dal Risorgimento all'Europa Mursia ISBN 9788842548447

## Periodici diretti da Giuseppe Mazzini
- L'apostolato popolare
- Il nuovo conciliatore
- L'educatore
- Pensiero ed azione
- Le Proscrit. Journal de la République Universelle
- Il tribuno

## Monumenti e opere intitolate a Mazzini
- Monumento a Giuseppe Mazzini (Firenze)
- Monumento a Giuseppe Mazzini (Roma)
- Stazione di Bologna Mazzini

## Filmografia
- Viva l'Italia di Roberto Rossellini (1961). Film incentrato sulla spedizione dei Mille.
- Giuseppe Mazzini, sceneggiato RAI, regia di Pino Passalacqua (1972).
- Il generale, sceneggiato RAI, regia di Luigi Magni (1987). Mazzini è interpretato da Flavio Bucci.
- Noi credevamo di Mario Martone (2010). Mazzini è interpretato da Toni Servillo.
- Anita Garibaldi, miniserie di Rai 1 (2012); interpretato da Alessandro Lombardo.
- L'alba della libertà, cortometraggio, Prodotto da Emanuela Morozzi e Paolo Coviello per Artes Produzioni, regia di Emanuela Morozzi (2012).

### Saggi
- Giuseppe Mazzini, Saggio sulla rivoluzione, ed. Universale Economica, Milano, 1956.
- Giuseppe Mazzini, I sistemi e la democrazia. Pensieri - Con una Appendice su La religione di Mazzini - scelta di pagine dall'Opuscolo Dal Concilio a Dio, a cura di Vincenzo Gueglio (note al testo, repertorio dei nomi e saggio introduttivo) Milano, Greco & Greco, 2005; ISBN 88-7980-399-9.
- Giuseppe Mazzini - verifiche e incontri - Atti del Convegno Nazionale di Studi, Genova, gennaio 2006, Gammarò editori ISBN 88-95010-07-8.
- Tufarulo,G,M.- L'Iniziatore, l'iniziato, Dio e popolo. La tempesta mazziniana nella rivoluzione del pensiero ottocentesco. Cultura e Prospettive, 2010, nº 6.